# Louis XVIII của Pháp
Louis XVIII (Louis Stanislas Xavier; 17 tháng 11 năm 1755 - 16 tháng 9 năm 1824), có biệt danh là "le Désiré", là vua của Vương quốc Pháp từ năm 1814 đến năm 1824, bị gián đoạn ở thời kỳ Triều đại Một trăm ngày. Ông đã sống lưu vong trong 23 năm khi nước Pháp trải qua thời Cách mạng Pháp, Đệ Nhất Cộng hòa Pháp, Đệ Nhất Đế chế Pháp (1804 - 1814) và trong thời kỳ Bonaparte Phục hoàng 100 ngày.
Trước khi lên ngôi vua, ông là Bá tước xứ Provence, với tư cách là em trai của Vua Louis XVI. Vào ngày 21/09/1792, Hội nghị Quốc gia bãi bỏ chế độ quân chủ và phế truất Louis XVI, người mà sau đó đã bị xử tử bằng máy chém. Khi con trai của cựu vương Louis XVI là Louis XVII mất trong tù vào tháng 6/1795, ông trở thành người đứng đầu Nhà Bourbon và đã tuyên bố lên ngôi với vương hiệu Louis XVIII.
Sau Cách mạng Pháp và trong Kỷ nguyên Napoléon, Louis XVIII sống lưu vong ở Vương quốc Phổ, Vương quốc Anh và Đế quốc Nga. Khi Liên minh thứ Sáu đánh bại Napoleon I vào năm 1814, Louis XVIII đã được các cường quốc châu Âu và nhóm bảo hoàng Pháp đưa về nước tiếp nhận ngai vàng. Sau đó không lâu, Napoleon đã rời khỏi Elba để trở về Pháp khôi phục lại đế chế của mình mà sau này lịch sử gọi là Triều đại Một trăm ngày, Louis XVIII lại phải rời bỏ nước Pháp để sống lưu vong thêm một lần nữa cho đến khi Chiến tranh Liên minh thứ Bảy đánh bại Napoleon, ông mới được trở về nước Pháp và trị vì cho đến khi qua đời.
Louis XVIII đã trị vì nước Pháp chưa đến một thập kỷ. Chính phủ Bourbon phục hoàng là một chế độ Quân chủ lập hiến, không giống như dưới thời Ancien Régime, là một chế độ chuyên chế. Vì thế mà quyền hành của Louis XVIII bị suy giảm đáng kể bởi Hiến chương 1814, hiến pháp mới của Pháp. Sự trở lại của ông vào sau Triều đại 100 ngày (1815) đã dẫn đến làn sóng Khủng bố Trắng lần thứ hai do phe cực đoan đứng đầu. Triều đại của ông được đánh dấu bởi sự hình thành của Liên minh Quintuple ra đời tại Đại hội Aix-la-Chapelle vào năm 1818, khi Vương quốc Pháp gia nhập Liên minh Bộ tứ do Đế quốc Áo, Vương quốc Phổ, Đế quốc Nga và Vương quốc Anh thành lập, tiếp đó nước Pháp đã có một cuộc can thiệp quân sự vào Tây Ban Nha.
Louis XVIII không có con, vì thế mà sau khi ông qua đời, ngai vàng nước Pháp đã được truyền lại cho em trai ông là Bá tước Charles Philippe của xứ Artois, sau khi lên ngôi lấy vương hiệu là Charles X. Louis XVIII là vị vua cuối cùng của nước Pháp qua đời trong khi vẫn trị vì, những vị vua sau này đều bị phế truất hoặc thoái vị, như: Charles X thoái vị năm 1830; Louis Philippe I thoái vị năm 1848 và Napoleon III bị phế truất năm 1870.

## Thời trẻ

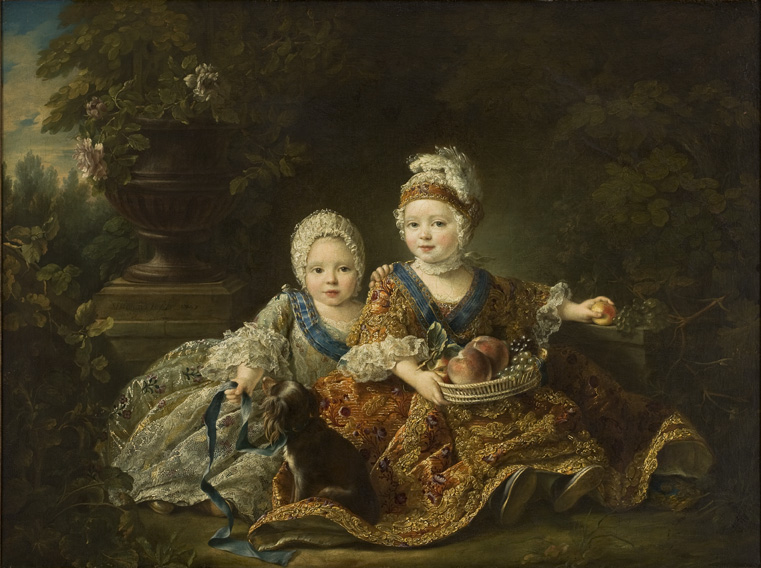
Bá tước Provence và anh trai Louis Auguste, Công tước xứ Berry (sau này là Louis XVI), được vẽ vào năm 1757 bởi François-Hubert Drouais

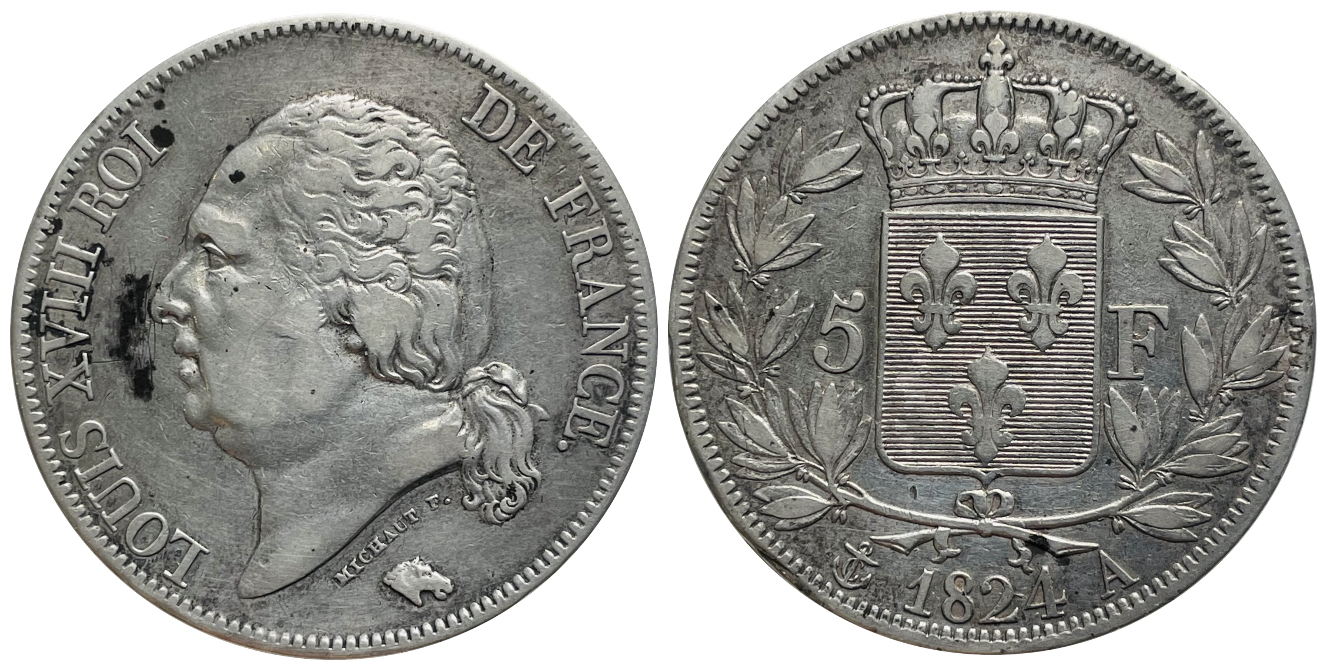
Xu bạc: 5 franc Louis XVIII của Pháp, đúc lại xưởng đúc tiền Paris, 1824

Louis Stanislas Xavier được phong Bá tước xứ Province từ khi mới chào đời. Ông sinh vào ngày 17/11/1755 tại Cung điện Versailles, là con trai thứ của Louis Ferdinand của Pháp với vợ Maria Josepha của Ba Lan. Ông là cháu trai của vua Louis XV đang tại vị, là con trai của Trữ quân, nên ông được gọi là Fils de France. Ông được đặt tên là Louis Stanislas Xavier sáu tháng sau khi sinh, theo truyền thống của Nhà Bourbon, không được đặt tên trước khi làm lễ rửa tội. Từ "Louis" trong tên của ông là cách nhận diện điển hình của một hoàng từ Pháp; Từ "Stanislas" thêm vô để tôn vinh ông cố ngoại của ông là Vua Stanisław I của Ba Lan, người vẫn còn sống vào thời điểm đó; và từ Xavier được đặt theo tên của Thánh Phanxicô Xaviê, là vị thánh mà gia đình mẹ của ông đã xem như một trong những vị thánh bảo trợ của gia đình.
Vào thời điểm mới ra đời, Louis Stanislas đứng thứ tư trên hàng kế vị ngai vàng của Vương quốc Pháp, xếp sau cha và hai anh trai: Louis Joseph Xavier, Công tước xứ Bourgogne và Louis Auguste, Công tước xứ Berry. Người anh cả Louis Joseph đã qua đời vào năm 1761 và người anh thứ 2 là Louis Auguste trở thành người kế vị sau cha của họ và đến năm 1765 thì người cha cung đột ngột qua đời. Hai cái chết đã nâng Louis Stanislas lên vị trí thứ hai trong hàng kế vị, trong khi anh trai của ông là Louis Auguste có được tước hiệu trữ quân.
Louis Stanislas là một cậu bé thông minh, xuất sắc trong các môn học kinh điển. Nền giáo dục của ông thụ hưởng có chất lượng và tính nhất quán giống như của anh trai ông, Louis Auguste, mặc dù thực tế là Louis Auguste là người thừa kế còn Louis Stanislas thì không. Nền giáo dục của Louis Stanislas mang bản chất khá tôn giáo; một số giáo viên của ông là các linh mục, chẳng hạn như Jean-Gilles du Coëtlosquet, Giám mục của Limoges; Abbé Jean-Antoine Nollet; và Tu sĩ Dòng Tên Guillaume-François Berthier. La Vauguyon đã ảnh hưởng sâu sắc vào Louis Stanislas thời trẻ và những người anh em của ông theo cách mà ông nghĩ rằng các hoàng tử nên "biết rút lui, thích làm việc" và "biết cách lập luận chính xác".
Vào tháng 4/1771, khi mới 15 tuổi, việc học của Louis Stanislas chính thức được kết thúc, và ông được cho ra ở riêng một cách độc lập, khiến những người đương thời phải kinh ngạc về sự xa hoa của nó: năm 1773, số người hầu của ông lên tới 390 người. Trong cùng thời gian này, Louis được ông nội của ông, Louis XV, ban cho một số tước hiệu: Công tước Anjou, Bá tước Maine, Bá tước Perche, và Bá tước Senoches. Trong giai đoạn này của cuộc đời mình, ông thường được biết đến với tước hiệu Bá tước xứ Provence.
Vào ngày 17/12/1773, ông được nhậm chức với tư cách là "Grand Master" của Dòng Thánh Lazarus.

## Hôn nhân

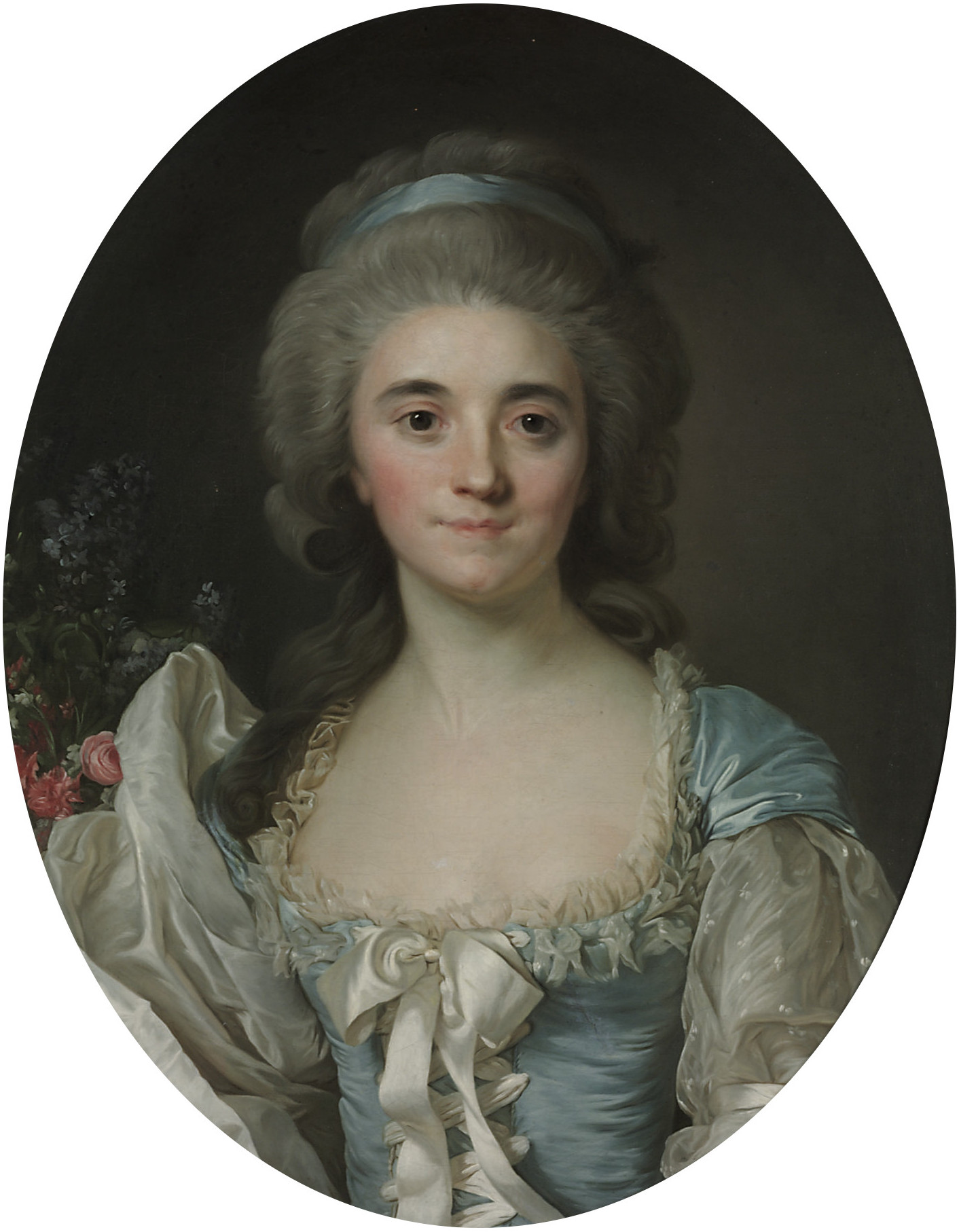
Marie Joséphine của Savoy

Vào ngày 16/04/1771, Louis Stanislas kết hôn với Maria Giuseppina của Savoy. Buổi lễ chính thức được tiến hành vào ngày 14/05 tại Cung điện Versailles. Maria Giuseppina là con gái của Victor Amadeus, Công tước xứ Savoy (sau này là Vua Victor Amadeus III của Sardinia), và vợ ông là Maria Antonia Ferdinanda của Tây Ban Nha.
Một vũ hội sang trọng theo sau đám cưới vào ngày 20/05. Louis Stanislas nhận thấy vợ mình thật đáng ghét; cô bị coi là xấu xí, tẻ nhạt và không biết gì về các phong tục của triều đình Versailles. Cuộc hôn nhân diễn ra một cách tẻ nhạt trong nhiều năm. Những người viết tiểu sử không đồng ý về lý do này. Các giả thuyết phổ biến nhất cho rằng Louis Stanislas bị cho là bất lực (theo nhà viết tiểu sử Antonia Fraser) hoặc việc ông không muốn ngủ với vợ do vệ sinh cá nhân của cô ấy kém. Cô ấy không bao giờ đánh răng, nhổ lông mày hay sử dụng bất kỳ loại nước hoa nào. Vào thời điểm kết hôn, Louis Stanislas bị béo phì và phải đi lạch bạch thay vì đi bộ. Ông ta không bao giờ tập thể dục và tiếp tục ăn một lượng lớn thức ăn hàng ngày.
Mặc dù thực tế là Louis Stanislas không say mê vợ mình, ông khoe khoang rằng hai người rất hạnh phúc - nhưng những tuyên bố như vậy đã bị các triều thần tại Versailles không tin tưởng. Ông cũng tuyên bố vợ mình có thai chỉ để thách thức 2 vợ chồng anh trai Louis Auguste và vợ ông là Marie Antoinette, hai người vẫn chưa có con. Dauphin và Louis Stanislas không có được một mối quan hệ hòa thuận và thường xuyên cãi vã, vợ của họ cũng vậy. Louis Stanislas đã quan tâm đến vợ của mình nhiều hơn, và vợ ông đã mang thai, nhưng đã bị sẩy sau đó. Lần mang thai thứ hai vào năm 1781 cũng bị sẩy thai, và cuộc hôn nhân vẫn không có con.

## Dưới thời Louis XVI

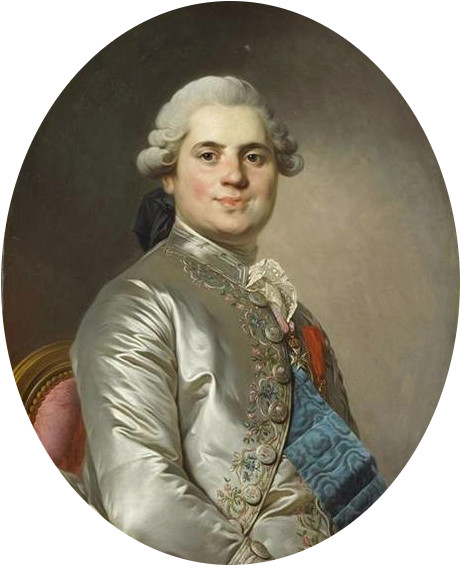
Louis Stanislas, Bá tước Provence, dưới thời trị vì của Louis XVI của Pháp

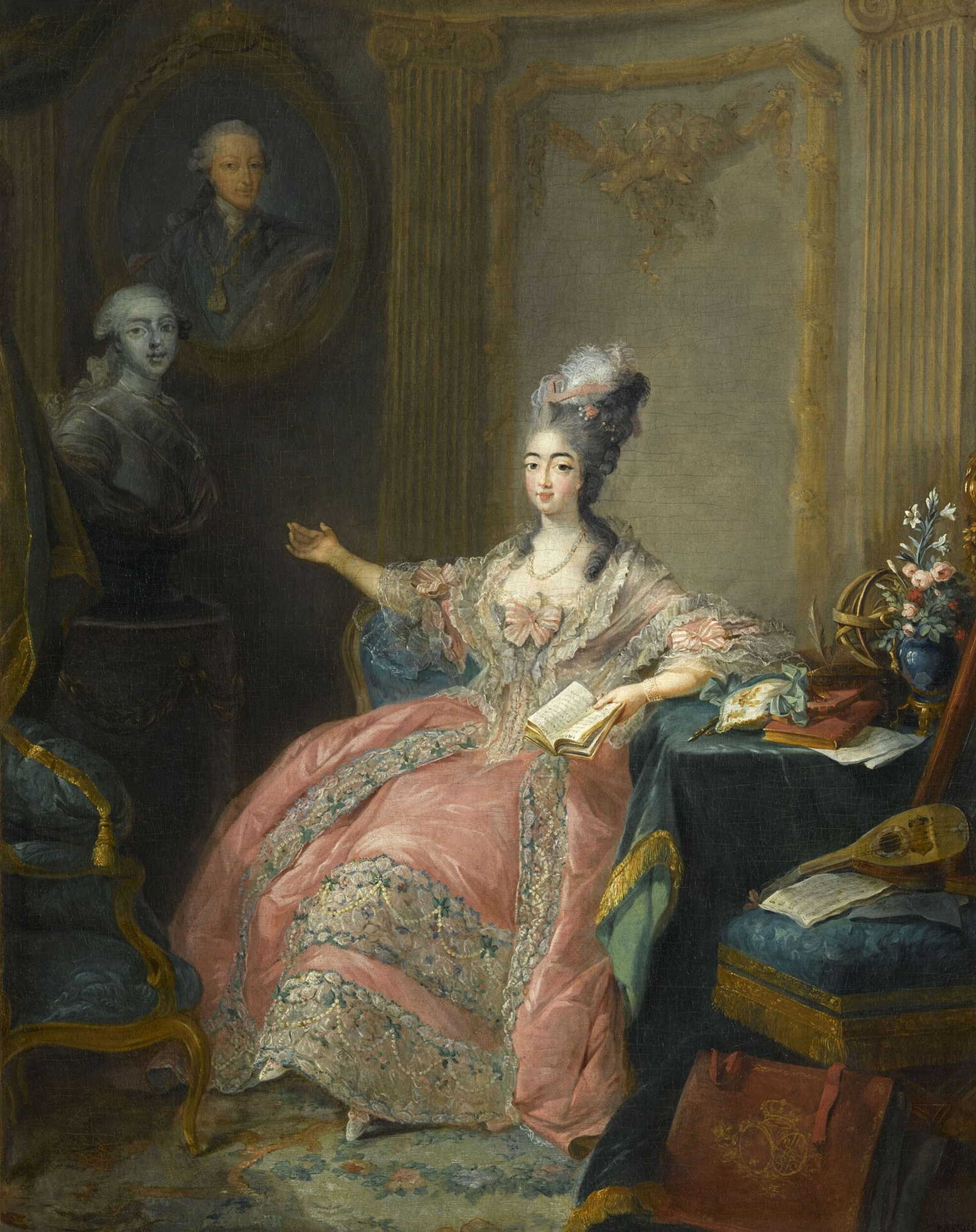
Marie Joséphine, Nữ bá tước Provence, vợ của Louis Stanislas, được vẽ bởi Jean-Baptiste André Gautier-Dagoty, 1775

Ngày 27/04/1774, Louis XV mắc bệnh đậu mùa và qua đời vào ngày 10/05, thọ 64 tuổi. Anh trai của Louis Stanislas là Dauphin Louis Auguste, kế vị ông nội của họ lên ngôi vua của Vương quốc Pháp, lấy vương hiệu là Louis XVI. Là em trai của Nhà vua, Louis Stanislas nhận được danh hiệu Monsieur. Louis Stanislas khao khát ảnh hưởng chính trị. Ông đã cố gắng được tham gia vào Hội đồng nhà vua vào năm 1774, nhưng không thành công. Louis Stanislas bị bỏ lại phía sau trong tình trạng lấp lửng chính trị mà sau này ông gọi là "khoảng cách 12 năm trong cuộc đời hoạt động chính trị của tôi".
Tháng 12/1774, Vua Louis XVI đã cấp cho Louis Stanislas doanh thu từ Công quốc Alençon. Công quốc được trao để nâng cao uy tín cho Louis Stanislas. Tuy nhiên, doanh thu chỉ có 300.000 livre mỗi năm, một con số thấp hơn nhiều so với thời kỳ đỉnh cao của nó vào thế kỷ XIV.
Louis Stanislas là người đi du lịch vòng quanh nước Pháp rất nhiều, nhiều hơn các thành viên khác của hoàng gia, những người hiếm khi rời khỏi Île-de-France. Năm 1774, ông đi cùng em gái Clotilde đến Chambéry trên hành trình gặp người chồng tương lai của cô - Charles Emmanuel, Hoàng tử của Piedmont, người thừa kế ngai vàng của Sardinia sau này. Năm 1775, ông đến thăm Lyon và cùng với các dì ruột của mình là Madame Adélaïde và Victoire đến Vichy. Bốn chuyến du lịch đến các tỉnh mà Louis Stanislas đã thực hiện trước năm 1791 tổng cộng kéo dài 3 tháng 
Vào ngày 05/05/1778, bác sĩ Lassonne, bác sĩ riêng của Vương hậu Marie Antoinette, xác nhận việc cô mang thai. Vào ngày 19/12/1778, bà đã hạ sinh một cô con gái, đặt tên là Marie-Thérèse Charlotte de France và được ban tặng danh xưng vương thất là Madame Royale. Việc đứa trẻ là một bé gái đã giúp Bá tước Provence thở phào nhẹ nhỏm, vì người giữ vị trí thừa kế của vua Louis XVI, theo Luật Salic phải là một người Nam. Tuy nhiên, Louis Stanislas không còn là người thừa kế ngai vàng không lâu sau đó. Ngày 22/10/1781, Vương hậu Marie Antoinette sinh Dauphin Louis Joseph. Louis Stanislas và em trai của ông, Bá tước Artois, đã trở thành "godfathers" theo ủy quyền của Joseph II, Hoàng đế La Mã Thần thánh, anh trai của vương hậu. Khi Marie Antoinette sinh con trai thứ hai, Louis Charles, vào tháng 3/1785, Louis Stanislas càng trượt dài trên con đường kế vị.
Năm 1780, Anne Nompar de Caumont, Nữ bá tước Balbi, vào phục vụ Marie Joséphine. Louis Stanislas nhanh chóng phải lòng cô và cô ấy đã trở thành tình nhân của ông, khiến cho tình cảm dành cho vợ vốn đã hạn chế giờ hoàn toàn nguội lạnh. Louis Stanislas đã xây dựng một cơ ngơi cho tình nhân của mình trên một thửa đất tại Versailles, nơi được gọi là Parc Balbi.
Louis Stanislas sống một lối sống yên tĩnh và ít vận động vào thời điểm này, không có nhiều việc phải làm kể từ khi ông tuyên bố rời bỏ chính trị vào năm 1774. Ông luôn bận rộn với thư viện khổng lồ với hơn 11.000 cuốn sách tại dinh thự của Balbi, đọc vài giờ mỗi cuốn vào buổi sáng. Vào đầu những năm 1780, ông cũng phải gánh chịu những khoản nợ khổng lồ với tổng số tiền lên tới 10 triệu livres mà anh trai của ông là Vua Louis XVI phải đứng ra trả thay.
"Hội đồng Danh nhân" (các thành viên bao gồm thẩm phán, thị trưởng, quý tộc và giáo sĩ) đã được triệu tập vào tháng 2/1787 để tham gia các cải cách tài chính do Tổng kiểm soát tài chính Charles Alexandre de Calonne đề xuất. Điều này mang lại cho Bá tước Provence, người ghét bỏ những cải cách triệt để do Calonne đề xuất, cơ hội được chờ đợi từ lâu của ông để khẳng định bản thân trong lĩnh vực chính trị. Các cải cách đề xuất một loại thuế tài sản mới, và các hội đồng cấp tỉnh được bầu mới sẽ có tiếng nói trong việc đánh thuế địa phương. Đề xuất của Calonne đã bị bác bỏ hoàn toàn bởi những người có trong hội đồng, và kết quả là Louis XVI đã phải bác bỏ. Tổng Giám mục của Toulouse, Étienne Charles de Loménie de Brienne, đã được bổ nhiệm vào chức vụ của Calonne. Brienne đã cố gắng cứu vãn những cải cách của Calonne, nhưng cuối cùng không thuyết phục được những người trong hội đồng chấp thuận chúng. Louis XVI thất vọng đã giải tán hội đồng.
Những cải cách của Brienne sau đó đã được đệ trình lên Nghị viện Paris với hy vọng rằng chúng sẽ được chấp thuận. (Một "Nghị viện" chịu trách nhiệm phê chuẩn các sắc lệnh của Nhà vua; mỗi tỉnh có một nghị viện riêng, nhưng Nghị viện Paris là quan trọng nhất.) Nghị viện Paris từ chối chấp nhận các đề xuất của Brienne và tuyên bố rằng bất kỳ loại thuế mới nào cũng sẽ phải được thực hiện và được phê duyệt bởi một Estates-General (quốc hội danh nghĩa của Pháp). Louis XVI và Brienne có lập trường thù địch chống lại sự từ chối này, và Louis XVI phải thực hiện "bed of justice" (Lit de Justice), triệu tập một phiên họp chính thức đặc biệt của Nghị viện Paris dưới sự chủ trì của nhà vua, để phê chuẩn những cải cách mà hoàng gia mong muốn. Vào ngày 08/05, hai trong số các thành viên hàng đầu của Nghị viện Paris đã bị bắt. Đã xảy ra bạo loạn ở Brittany, Provence, Bourgogne và Béarn để chóng lại sự bắt bớ này. Tình trạng bất ổn được tạo ra bởi các quan tòa và quý tộc địa phương, những người đã lôi kéo người dân nổi dậy chống lại Lit de Justice, điều này khá bất lợi cho các quý tộc và thẩm phán. Các giáo sĩ cũng tham gia vào chính quyền của tỉnh, và lên án các cải cách thuế của Brienne. Brienne thừa nhận thất bại vào tháng 7 và đồng ý triệu tập các Estates General để họp vào năm 1789. Ông từ chức vào tháng 8 và được thay thế bởi Jacques Necker.
Vào tháng 11/1788, một Hội đồng Danh nhân thứ hai đã được Jacques Necker triệu tập, để xem xét quan điểm của Estates-General. Nghị viện Paris khuyến nghị rằng các Khu nên giống như ở kỳ họp cuối cùng, vào năm 1614 (điều này có nghĩa là giới tăng lữ và quý tộc sẽ có nhiều đại diện hơn Khu thứ ba). Các thành viên hội đồng đã từ chối đề xuất "đại diện kép". Louis Stanislas là người duy nhất đáng chú ý đã bỏ phiếu để tăng quy mô của Khu thứ ba. Necker bỏ qua phán quyết của thành viên hội đồng, và thuyết phục Louis XVI trao quyền đại diện bổ sung mà nhà vua bắt buộc phải phê chuẩn vào ngày 27/12.

### Cách mạng Pháp bùng nổ
Hội nghị các đẳng cấp được triệu tập vào tháng 5 năm 1789 để phê chuẩn các cải cách tài chính. Bá tước xứ Provence ủng hộ lập trường kiên quyết chống lại Đẳng cấp thứ ba và các yêu cầu cải cách thuế của họ. Vào ngày 17 tháng 6, Đẳng cấp thứ ba tự tuyên bố là Quốc hội, một Quốc hội không phải của các đẳng cấp, mà là của nhân dân.
Bá tước xứ Provence thúc giục Nhà vua hành động mạnh mẽ phản đối tuyên bố này, trong khi vị bộ trưởng được lòng dân của Nhà vua là Jacques Necker tìm cách đạt được thỏa hiệp với Quốc hội mới. Louis XVI của Pháp tỏ ra thiếu quyết đoán. Vào ngày 9 tháng 7, Quốc hội tự tuyên bố là Quốc hội Lập hiến, sẽ ban hành Hiến pháp cho nước Pháp. Vào ngày 11 tháng 7, Louis XVI cách chức Necker, dẫn đến bạo loạn lan rộng khắp Paris. Vào ngày 12 tháng 7, cuộc xung phong bằng kiếm của Trung đoàn Kỵ binh Hoàng gia Đức (Régiment Royal–Allemand Cavalerie) của Charles-Eugène de Lorraine, Thân vương xứ Lambesc, chống lại đám đông tụ tập tại vườn Tuileries, đã châm ngòi cho cuộc tấn công ngục Bastille hai ngày sau đó.
Vào ngày 16 tháng 7, em trai út của Nhà vua là Charles, Bá tước d'Artois, rời Pháp cùng vợ con và nhiều cận thần khác. Bá tước xứ Artois và gia đình đến định cư tại Turin, thủ đô Vương quốc Sardegna của cha vợ ông (Carlo Emanuele IV), cùng với gia đình của Louis Joseph, Thân vương xứ Condé.
Bá tước xứ Provence quyết định ở lại Versailles.[48] Khi Hoàng gia âm mưu bỏ trốn khỏi Versailles đến Metz, Bá tước xứ Provence đã khuyên Nhà vua không nên rời đi, và ông đã chấp nhận lời đề nghị này.
Hoàng gia buộc phải rời khỏi Cung điện Versailles vào ngày sau Cuộc diễu hành của Phụ nữ ở Versailles, ngày 5 tháng 10 năm 1789. Họ được đưa đến Paris. Tại đây, Bá tước xứ Provence và vợ ông ở trong Cung điện Luxembourg, trong khi phần còn lại của Hoàng gia ở lại Cung điện Tuileries. Vào tháng 3 năm 1791, Quốc hội đã ban hành một đạo luật quy định quyền nhiếp chính của Louis Charles trong trường hợp cha ông qua đời khi ông còn quá nhỏ để trị vì. Đạo luật này trao quyền nhiếp chính cho người họ hàng nam gần nhất của Louis Charles ở Pháp (lúc đó là Bá tước xứ Provence), và sau đó là Công tước xứ Orleans, do đó bỏ qua Bá tước xứ Artois. Nếu Công tước xứ Orleans không có mặt, quyền nhiếp chính sẽ được đưa ra để bầu cử.
Bá tước xứ Provence và vợ ông đã chạy trốn đến Hà Lan thuộc Áo cùng với cuộc đào tẩu bất thành của hoàng gia đến Varennes vào tháng 6 năm 1791.

## Lưu vong

### Những năm đầu
Khi bá tước Provence đến Vùng đất thấp, ông tự xưng là nhiếp chính trên thực tế của Pháp. Ông đã sử dụng một tài liệu mà ông và Vua Louis XVI đã viết  trước khi trốn thoát đến Varennes-en-Argonne. Tài liệu này đã cho ông quyền nhiếp chính trong trường hợp anh trai của ông qua đời hoặc không thể thực hiện vai trò của mình với tư cách là vua. Bá tước Provence đã tham gia cùng các hoàng tử khác đang sống lưu vong tại Coblenz ngay sau khi trốn thoát. Tại đó, ông, bá tước Artois và các Thân vương Condé tuyên bố rằng mục tiêu của họ là tái chiếm lại nước Pháp. Louis XVI đã rất khó chịu trước hành vi của anh em mình. Provence đã cử các sứ giả đến khắp nơi ở châu Âu để yêu cầu hỗ trợ tài chính, binh lính và vũ khí. Artois bảo đảm một lâu đài dành để làm trụ sở cho chính phủ lưu vong ở Tuyển đế hầu Trier (hay "Treves"), nơi cậu của họ, Clemens Wenceslaus của Sachsen, là Tuyển đế hầu. Các hoạt động của chính phủ lưu vong đã đơm hoa kết trái khi các nhà cai trị của Vương quốc Phổ và Đế chế La Mã Thần thánh tập trung tại Dresden. Họ đưa ra Tuyên bố Pillnitz vào tháng 8/1791, trong đó kêu gọi châu Âu can thiệp vào Pháp nếu Louis XVI hoặc gia đình của ông bị đe dọa. Tuyên bố này đã không được đón nhận nồng nhiệt ở Pháp, bởi những công dân bình thường hoặc bởi chính Louis XVI.
Vào tháng 1 năm 1792, Hội đồng Lập pháp tuyên bố rằng tất cả những người rời bỏ nước Pháp đều là kẻ phản bội nước Pháp. Tài sản và tước hiệu của họ bị tịch thu.  Chế độ quân chủ của Pháp đã bị bãi bỏ bởi Hội nghị Quốc gia (Convention nationale) vào ngày 21 tháng 9 năm 1792.
Louis XVI của Pháp bị hành quyết vào tháng 1 năm 1793. Điều này khiến con trai nhỏ của ông là Vương thái tử Louis Charles, trở thành Vua trên danh nghĩa. Các hoàng thân lưu vong đã tuyên bố Louis Charles là "Vua Louis XVII". Bá tước xứ Provence lúc này đơn phương tuyên bố mình là nhiếp chính cho cháu trai, người còn quá nhỏ để trở thành người đứng đầu Nhà Bourbon.
Louis XVII, vẫn còn là trẻ vị thành niên, đã chết trong tù vào tháng 6 năm 1795. Người em duy nhất còn sống của ông là em gái Marie-Thérèse, người không được coi là ứng cử viên cho ngai vàng do nước Pháp vẫn tuân thủ truyền thống luật Salic. Vì vậy, vào ngày 16 tháng 6, các hoàng thân lưu vong đã tuyên bố Bá tước xứ Provence là trở thành vị vua tiếp theo với vương hiệu là "Louis XVIII". Nhà vua mới đã chấp nhận tuyên bố của họ ngay sau đó và bắt tay vào soạn thảo một bản tuyên ngôn để đáp lại cái chết của Louis XVII. Bản tuyên ngôn, được gọi là "Tuyên ngôn Verona", là nỗ lực của Louis XVIII nhằm giới thiệu vai trò chính trị của mình đến người dân Pháp. Tuyên ngôn Verona đã vẫy gọi nước Pháp trở lại vòng tay của chế độ quân chủ, "trong suốt mười bốn thế kỷ đã từng là vinh quang của nước Pháp".
Louis XVIII đã đàm phán để Marie-Thérèse được thả khỏi nhà tù Paris vào năm 1795. Ông rất muốn bà kết hôn với người em họ đời đầu của mình là Louis Antoine, Công tước xứ Angoulême, con trai của Bá tước xứ Artois (vua Charles X tương lai). Louis XVIII đã lừa dối cháu gái mình bằng cách nói với bà rằng mong muốn cuối cùng của cha mẹ bà là bà sẽ kết hôn với Louis-Antoine, và bà đã đồng ý với mong muốn của Louis XVIII.
Louis XVIII buộc phải từ bỏ Verona khi Napoléon Bonaparte xâm lược Cộng hòa Venice vào năm 1796.

### 1796–1807

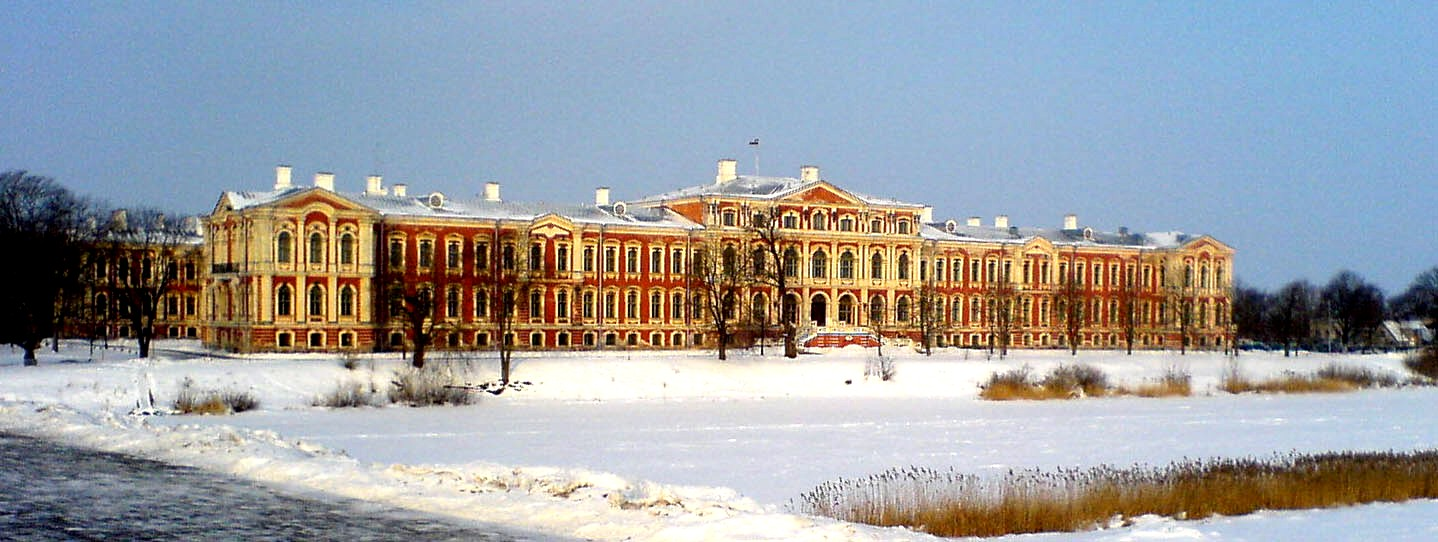
Cung điện Jelgava, nơi ở của Louis XVIII vào năm 1798–1801; 1804–1807

Louis XVIII đã tranh giành quyền nuôi cháu gái Marie-Thérèse kể từ khi bà được thả khỏi Temple Tower vào tháng 12 năm 1795. Ông đã thành công khi Hoàng đế Franz II của Thánh chế La Mã, đồng ý từ bỏ quyền nuôi dưỡng bà vào năm 1796. Bà đã ở Viên với họ hàng nhà Habsburg kể từ tháng 1 năm 1796. Louis XVIII chuyển đến Blankenburg thuộc Công quốc Brunswick sau khi rời Verona. Ông sống trong một căn hộ hai phòng ngủ khiêm tốn trên một cửa hàng. Louis XVIII buộc phải rời Blankenburg khi Vua Friedrich Wilhelm II của Phổ băng hà. Vì lý do này, Marie-Thérèse quyết định đợi thêm một thời gian nữa trước khi đoàn tụ với chú của mình.
Năm 1798, Sa hoàng Pavel I của Nga đề nghị Louis sử dụng Cung điện Jelgava ở Courland (nay thuộc Latvia). Sa hoàng cũng đảm bảo an toàn cho Louis và ban cho ông một khoản tiền trợ cấp hậu hĩnh, mặc dù sau đó đã ngừng chi trả. Marie-Thérèse cuối cùng đã đến với Louis XVIII tại Jelgava vào năm 1799. Vào mùa đông năm 1798–1799, Louis XVIII đã viết một cuốn tiểu sử về Cưu vương hậu Marie Antoinette có tựa đề Réflexions historiques sur Marie Antoinette. Hơn nữa, được bao quanh bởi nhiều cận thần cũ tại Jelgava, ông đã cố gắng tái hiện lại cuộc sống cung đình ở Versailles, tái lập nhiều nghi lễ cung đình trước đây, bao gồm cả nghi lễ lever và coucher (các nghi lễ đi kèm với lễ đánh thức và lễ lên giường).
Vào ngày 9 tháng 6 năm 1799, Marie-Thérèse kết hôn với người em họ là Louis-Antoine tại Cung điện Jelgava. Mong muốn thể hiện với thế giới một gia đình đoàn kết, Louis XVIII đã lệnh cho vợ mình là Vương hậu Marie Joséphine, lúc đó đang sống xa chồng ở Schleswig-Holstein, đến tham dự lễ cưới. Hơn nữa, bà sẽ đến mà không có người bạn lâu năm (và cũng là người tình tin đồn) Marguerite de Gourbillon. Vương hậu từ chối bỏ lại người bạn của mình, tạo ra một tình huống khó chịu, tai tiếng không kém gì đám cưới. Louis XVIII biết rằng cháu trai mình là Louis-Antoine không hợp với Marie-Thérèse. Mặc dù vậy, ông vẫn thúc đẩy cuộc hôn nhân này, nhưng cuộc hôn nhân này tỏ ra khá bất hạnh và không có con.
Năm 1800, Louis XVIII đã cố gắng bắt đầu trao đổi thư từ với Napoleon Bonaparte (lúc đó là Đệ nhất tổng tài của Pháp), thúc giục ông khôi phục ngai vàng cho nhà Bourbon, nhưng vị hoàng đế tương lai không hề quan tâm đến ý tưởng này và tiếp tục củng cố vị thế cai trị nước Pháp của mình.
Louis XVIII khuyến khích cháu gái viết hồi ký, vì ông muốn chúng được sử dụng làm công cụ tuyên truyền cho nhà Bourbon. Vào năm 1796 và 1803, Louis cũng sử dụng nhật ký của những người hầu cận cuối cùng của Louis XVI theo cách tương tự. Vào tháng 1 năm 1801, Sa hoàng Pavel I nói với Louis XVIII rằng ông không thể sống ở Nga nữa. Triều đình tại Jelgava thiếu thốn đến mức phải bán đấu giá một số tài sản để trang trải chi phí cho chuyến đi rời khỏi Nga. Marie-Thérèse thậm chí còn bán một chiếc vòng cổ kim cương mà Hoàng đế Pavel I đã tặng cho bà làm quà cưới.
Marie-Thérèse đã thuyết phục Vương hậu Louise của Phổ cho gia đình bà tị nạn trên lãnh thổ Phổ. Mặc dù Louise đồng ý, nhà Bourbon buộc phải sử dụng các tên giả. Louis XVIII sử dụng tước hiệu Bá tước d'Isle, được đặt theo tên điền trang của ông ở Languedoc và đôi khi được viết là Bá tước de Lille. Sau một chuyến đi gian khổ từ Jelgava, ông và gia đình đã định cư trong những năm 1801–1804 tại Cung điện Łazienki ở Warsaw, nơi sau khi Ba Lan bị phân chia đã trở thành một phần của tỉnh Nam Phổ. Theo Wirydianna Fiszerowa, một người cùng thời sống ở đó vào thời điểm đó, chính quyền địa phương Phổ, muốn vinh danh vương thất Bourbon đặt chân đến Warswa, họ đã cho các nhạc công chơi nhạc, nhưng cố gắng mang tính dân tộc và yêu nước, và họ đã vô tình chọn La Marseillaise, bài quốc ca của Cộng hòa Pháp với những ám chỉ không mấy hay ho đến cả Louis XVI và Louis XVIII. Sau đó, họ đã xin lỗi về sai lầm của mình.

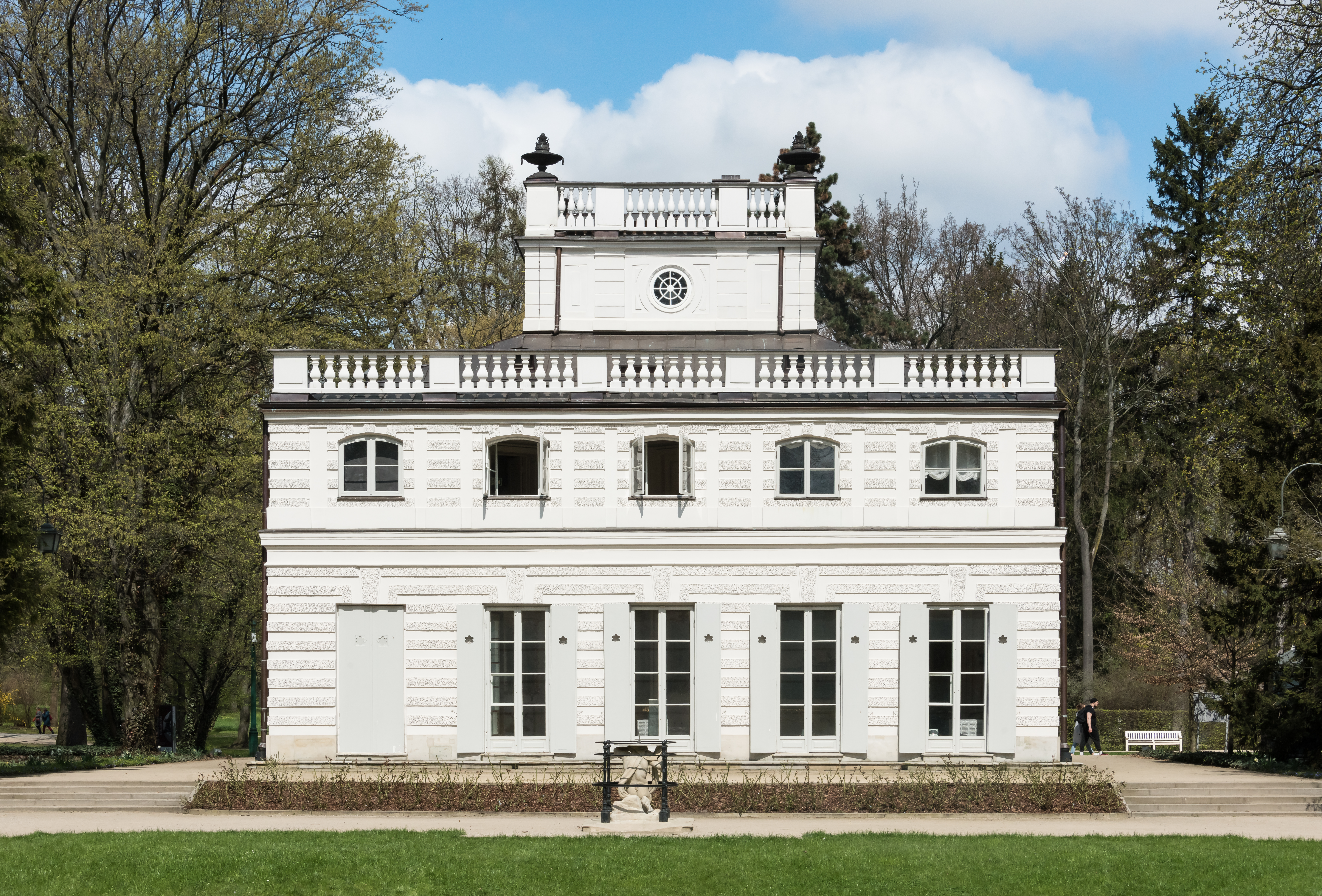
Nhà Trắng trong Công viên Łazienki, nơi nghỉ mát mùa hè của Louis XVIII tại Warsaw

Ban đầu, Louis sống tại Nhà Wasilewski, nằm ngay cạnh Quảng trường Lâu đài. Tuy nhiên, nó sớm tỏ ra quá nhỏ. Trong tình huống này, Ludwika Maria Zamoyska, em gái của vua Ba Lan Stanisław August Poniatowski, đã đề nghị để cho Louis và gia đình ở tại cung điện gần đó của bà trên phố Krakowskie Przedmieście. Ngay cạnh cung điện là một nhà thờ và một tu viện [pl] của các nữ tu dòng Cát Minh Không Giày, được thành lập bởi các cô của Louis là Sophie và Louise, các bài giảng được tổ chức bằng tiếng Pháp, mà các thành viên trong triều đình lắng nghe hàng ngày. Vào mùa đông, Louis sống ở đó, trong khi vào mùa hè, ông chuyển đến cái gọi là Nhà Trắng, một tòa nhà nhỏ kiểu biệt thự trong Công viên Łazienki, được chính phủ Phổ cấp cho ông.
Ngay sau khi đến nơi, Louis và Marie-Thérèse được tin Sa hoàng Pavel I qua đời. Louis hy vọng rằng người kế vị Pavel I là Alexander I, sẽ bác bỏ lệnh trục xuất nhà Bourbon của cha mình, và sau này ông đã làm như vậy. Louis sau đó dự định lên đường đến Vương quốc Napoli. Bá tước xứ Artois yêu cầu Louis gửi con trai mình là Louis-Antoine, và con dâu là Marie-Thérèse, đến Edinburgh, nhưng nhà vua đã không làm như vậy vào thời điểm đó. Bá tước xứ Artois nhận được trợ cấp từ Vua George III của Anh và ông đã gửi một số tiền cho Louis, người mà triều đình lưu vong của ông không chỉ bị các điệp viên của Napoleon theo dõi mà còn bị buộc phải tiết kiệm đáng kể, chủ yếu được tài trợ từ của Hoàng đế Franz II đối với những tài sản có giá trị mà cô của ông, Marie Antoinette, đã mang đi khỏi Pháp.
Năm 1803, Napoleon cố gắng buộc Louis XVIII từ bỏ quyền kế vị ngai vàng nước Pháp, nhưng Louis đã từ chối. Vào tháng 5 năm sau, 1804, Napoléon tự xưng là Hoàng đế của nước Pháp. Vào tháng 7, Louis XVIII và cháu trai của ông đã lên đường đến Thụy Điển để tham dự một hội nghị của gia tộc Bourbon, tại đó Louis XVIII, Bá tước xứ Artois và Công tước xứ Angoulême đã ra tuyên bố lên án hành động của Napoléon. Khi Vua Phổ ra sắc lệnh buộc Louis XVIII phải rời khỏi lãnh thổ Phổ, và do đó là Warsaw, Sa hoàng Alexander I đã mời Louis XVIII trở lại cư trú tại Jelgava, và ông đã làm theo. Tuy nhiên, do phải sống trong điều kiện kém thoải mái hơn so với thời Pavel I, Louis XVIII quyết định lên đường sang Anh càng sớm càng tốt.
Thời gian trôi qua, Louis XVIII nhận ra rằng nước Pháp sẽ không bao giờ chấp nhận bất kỳ nỗ lực nào để quay trở lại Ancien Régime. Theo đó, vào năm 1805, ông đã điều chỉnh lại các chính sách công của mình với mục tiêu giành lại ngai vàng, ban hành một tuyên bố tự do hơn nhiều so với những tuyên bố trước đó của ông. Điều này bác bỏ Tuyên bố Verona của ông, hứa sẽ bãi bỏ chế độ nghĩa vụ quân sự, duy trì hệ thống hành chính và tư pháp thời Napoleon, giảm thuế, xóa bỏ các nhà tù chính trị và đảm bảo ân xá cho tất cả những ai không phản đối việc khôi phục Bourbon. Các ý kiến được nêu trong tuyên bố phần lớn là của Antoine de Bésiade, Bá tước xứ Avaray, cố vấn thân cận nhất của Louis khi lưu vong.
Louis XVIII một lần nữa buộc phải rời khỏi Jelgava khi Sa hoàng Alexander thông báo với ông rằng sự an toàn của ông không thể được đảm bảo ở lục địa châu Âu. Vào tháng 7 năm 1807, Louis lên một tàu khu trục Thụy Điển hướng đến Stockholm, chỉ mang theo Công tước xứ Angoulême. Chuyến lưu trú này ở Thụy Điển không kéo dài lâu vì vào tháng 11 năm 1807, ông đã lên bờ tại Great Yarmouth, trên bờ biển phía Đông nước Anh. Sau đó, ông đến cư trú tại Gosfield Hall ở Essex, được Hầu tước xứ Buckingham cho thuê lại.

### Lưu vong tại Anh, 1807 - 1814

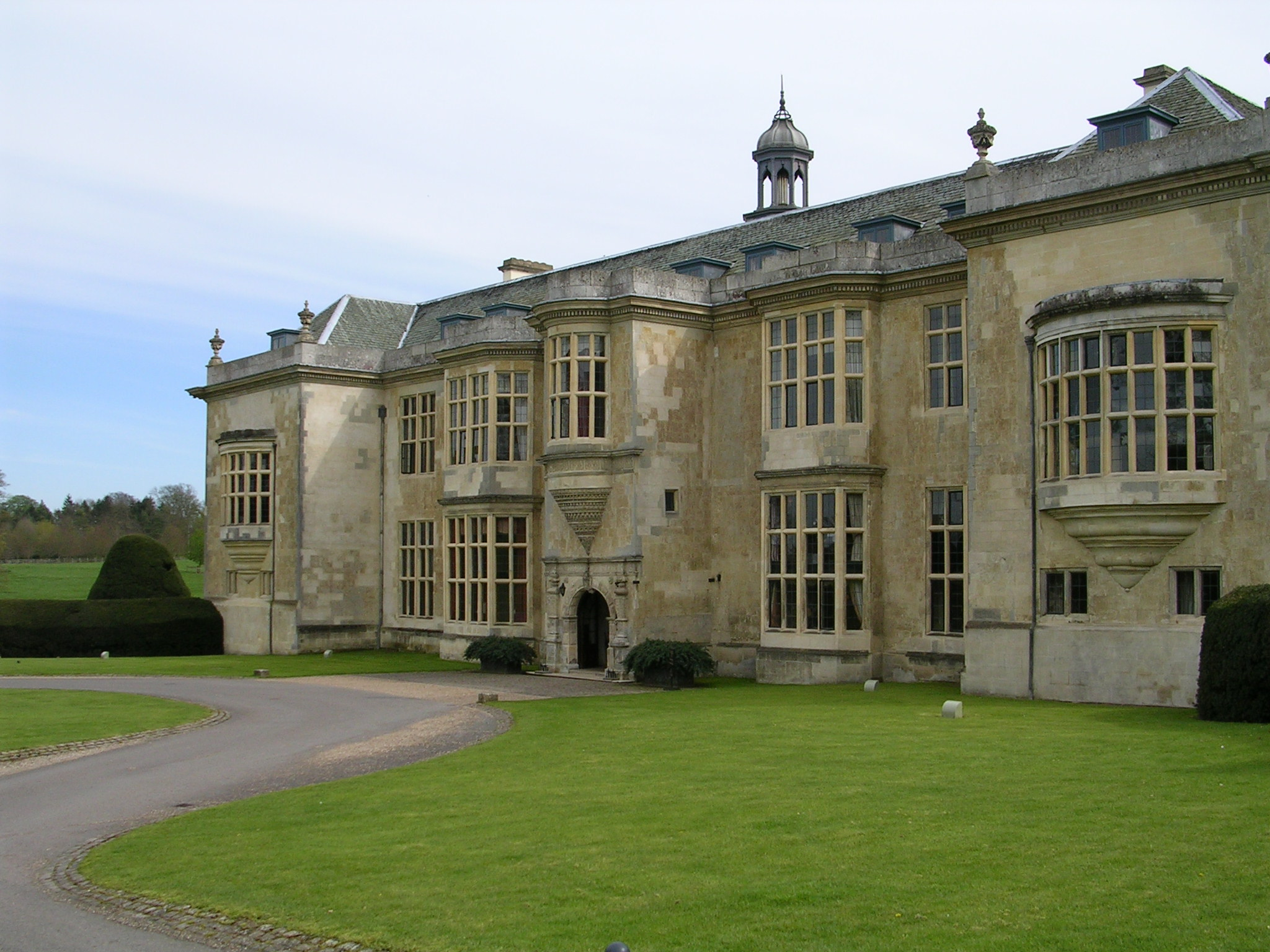
Hartwell House, Buckinghamshire, triều đình lưu vong của Louis XVIII từ năm 1808 cho đến thời kỳ Phục hưng

Năm 1808, Louis đưa Marie Joséphine đến Anh cùng ông. Thời gian lưu trú tại Gosfield Hall của ông không kéo dài lâu; ông sớm chuyển đến Hartwell House ở Buckinghamshire, nơi có hơn một trăm cận thần. Nhà vua trả 500 bảng Anh tiền thuê nhà mỗi năm cho chủ sở hữu điền trang, Sir George Lee. Thân vương xứ Wales (sau này là George IV của Anh) rất nhân từ với dòng họ Bourbon lưu vong. Với tư cách là Thân vương nhiếp chính, ông đã ban cho họ quyền tị nạn vĩnh viễn và các khoản trợ cấp cực kỳ hào phóng.
Bá tước xứ Artois không gia nhập triều đình lưu vong ở Hartwell, mà muốn tiếp tục cuộc sống phù phiếm của mình ở London. Bạn của Louis là Bá tước xứ Avaray, rời Hartwell đến Madeira vào năm 1809 và qua đời tại đó vào năm 1811. Louis thay thế Avaray bằng Bá tước de Blacas làm cố vấn chính trị chính của ông. Vương hậu Marie Joséphine qua đời vào ngày 13 tháng 11 năm 1810. Cũng trong mùa đông năm đó, Louis bị một cơn gút cấp tính đặc biệt nghiêm trọng, một căn bệnh thường xuyên tái phát ở Hartwell, và ông phải ngồi xe lăn.
Năm 1812, Hoàng đế Napoleon I bắt đầu cuộc xâm lược Nga, mở đầu một cuộc chiến tranh mà sau này trở thành bước ngoặt trong vận mệnh của ông. Cuộc viễn chinh thất bại thảm hại, và Napoleon buộc phải rút lui với một đội quân tan tác.
Năm 1813, Louis XVIII ban hành một tuyên bố khác từ Hartwell. Tuyên bố Hartwell thậm chí còn phóng khoáng hơn Tuyên bố năm 1805 của ông, khẳng định rằng những người đã phục vụ Napoleon hoặc nền Cộng hòa sẽ không phải chịu hậu quả cho hành động của họ, và những người chủ sở hữu ban đầu của biens nationaux (đất đai bị tịch thu từ giới quý tộc và giáo sĩ trong Cách mạng) sẽ được bồi thường cho những tổn thất của họ.
Quân đội Đồng minh tiến vào Paris vào ngày 31 tháng 3 năm 1814. Louis, không thể đi lại, đã cử Bá tước xứ Artois sang Pháp vào tháng 1 năm 1814 và ban hành sắc lệnh bổ nhiệm ông này làm Lieutenant-General của Vương quốc trong trường hợp ông được phục hồi ngôi vua. Vào ngày 11 tháng 4, năm ngày sau khi Thượng viện Pháp mời Louis trở lại ngai vàng nước Pháp, Napoléon I đã thoái vị.

## Bourbon phục hoàng

### Phục hoàng lần đầu tiên (1814 - 1815)

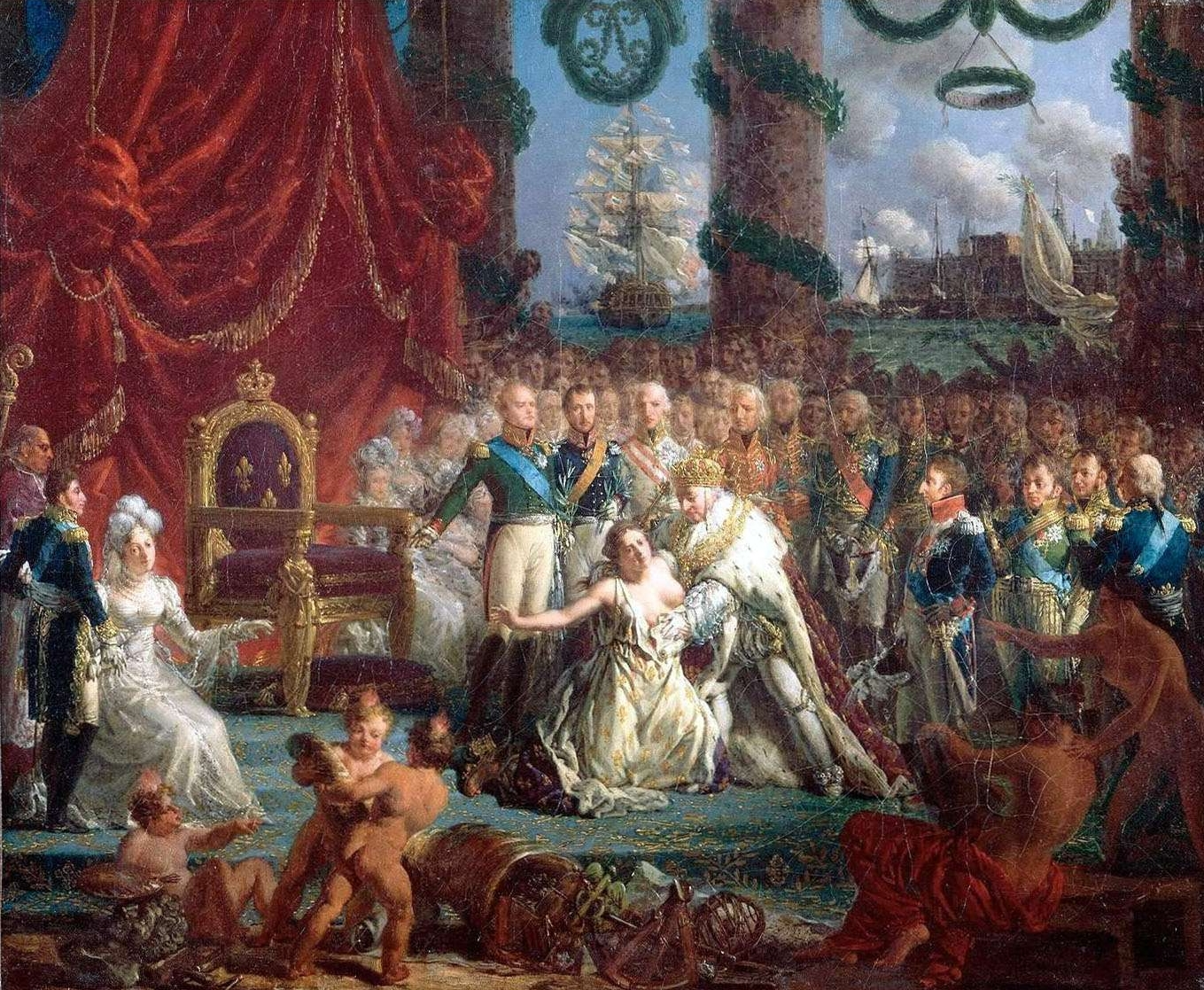
Câu chuyện ngụ ngôn về sự trở lại của nhà Bourbon vào ngày 24 tháng 4 năm 1814: Louis XVIII đưa nước Pháp thoát khỏi cảnh đổ nát của Louis-Philippe Crépin

Bá tước xứ Artois trị vì với tư cách là  Lieutenant-General của Vương quốc cho đến khi anh trai ông là Vua Louis XVIII đến Paris vào ngày 3 tháng 5. Khi trở về, nhà vua đã ra mắt thần dân của mình bằng cách tổ chức một đám rước qua thành phố. Cùng ngày, ông đã đến cư trú tại Cung điện Tuileries. Cháu gái của ông, Công tước phu nhân xứ Angoulême, đã ngất xỉu khi nhìn thấy cung điện Tuileries, nơi bà đã bị giam cầm trong thời kỳ Cách mạng Pháp.
Thượng viện của Napoléon đã đồng ý để Louis XVIII lên ngôi với điều kiện ông phải chấp nhận một hiến pháp bao gồm sự công nhận nền Cộng hòa và Đế chế, một quốc hội lưỡng viện được bầu hàng năm và lá cờ ba màu của các chế độ nói trên. Louis XVIII phản đối hiến pháp của Thượng viện và tuyên bố rằng ông đang "giải tán thượng viện hiện tại vì tất cả các tội ác của Vương tộc Bonaparte, và kêu gọi nhân dân Pháp". Hiến pháp của Thượng viện đã bị đốt cháy trong một nhà hát ở Bordeaux, nơi theo chủ nghĩa bảo hoàng, và Hội đồng Thành phố Lyon đã bỏ phiếu cho một bài phát biểu bôi nhọ Thượng viện.
Các cường quốc chiếm đóng Paris yêu cầu Louis XVIII ban hành một hiến pháp. Louis đáp lại bằng Hiến chương năm 1814, trong đó bao gồm nhiều điều khoản tiến bộ: tự do tôn giáo, một cơ quan lập pháp bao gồm hạ viện được gọi là Viện Dân biểu[b] và thượng viện được gọi là Viện Quý tộc. Báo chí sẽ được hưởng một mức độ tự do nhất định, và sẽ có một điều khoản rằng những người sở hữu tài sản trước đây của Biens nationaux, bị tịch thu trong Cách mạng, sẽ được bồi thường. Hiến pháp có 76 điều. Thuế sẽ do các viện bỏ phiếu. Công giáo sẽ là tôn giáo chính thức của Pháp. Để đủ điều kiện trở thành thành viên của Viện Dân biểu, một người phải nộp hơn 1.000 franc mỗi năm tiền thuế và phải trên 40 tuổi. Nhà vua sẽ bổ nhiệm các quý tộc vào Viện Quý tộc theo chế độ cha truyền con nối, hoặc suốt đời tùy theo quyết định của ông. Các đại biểu sẽ được bầu 5 năm một lần, với một phần năm trong số họ được bầu lại mỗi năm. Nước Pháp trong giai đoạn đó có 90.000 công dân đủ điều kiện bỏ phiếu.
Louis XVIII đã ký Hiệp ước Paris (1814) vào ngày 30 tháng 5 năm 1814. Hiệp ước này trao cho Pháp biên giới năm 1792, trải dài về phía đông sông Rhein. Pháp không phải trả bất kỳ khoản bồi thường chiến tranh nào, và quân đội chiếm đóng của Liên minh thứ sáu đã ngay lập tức rút khỏi lãnh thổ Pháp. Những điều khoản hào phóng này sẽ bị đảo ngược trong Hiệp ước Paris tiếp theo sau Triều đại Trăm ngày (khi Napoléon đào thoát khỏi Elba trở về Pháp năm 1815).
Louis XVIII không mất nhiều thời gian để nuốt lời một trong nhiều lời hứa của mình trước đó. Ông và Tổng Kiểm toán Tài chính, Nam tước Louis, quyết tâm không để ngân khố bị thâm hụt (có khoản nợ 75 triệu franc thừa kế từ Napoléon I), và đã thực hiện các biện pháp tài khóa để đảm bảo điều này. Louis XVIII đảm bảo với người Pháp rằng các loại thuế không được lòng dân đối với thuốc lá, rượu vang và muối sẽ được bãi bỏ khi Bourbon phục hoàng, nhưng ông đã không làm như vậy, dẫn đến bạo loạn ở Bordeaux. Chi tiêu cho quân đội đã bị cắt giảm trong ngân sách năm 1815 – vào năm 1814, quân đội đã chiếm 55% chi tiêu của chính phủ.
| Gold coin of Louis XVIII, struck 1815                                                   | Gold coin of Louis XVIII, struck 1815                                          |
| --------------------------------------------------------------------------------------- | ------------------------------------------------------------------------------ |
|                                                                                         |                                                                                |
| Obverse: (French) LOUIS XVIII, ROI DE FRANCE, in English: "Louis XVIII, King of France" | Reverse: (French) PIECE DE 20 FRANCS, 1815, in English: "20 Franc Piece, 1815" |

Louis XVIII đã cho Bá tước xứ Artois và các cháu trai của ông, Công tước xứ Angoulême và Công tước xứ Berry, tham gia Hội đồng Hoàng gia vào tháng 5 năm 1814, ngay sau khi hội đồng được thành lập. Hội đồng được Thân vương Talleyrand đứng đầu một cách không chính thức. Louis XVIII rất quan tâm đến diễn biến của Đại hội Viên (được thành lập để vẽ lại bản đồ châu Âu sau khi Napoleon thoái vị). Talleyrand đại diện cho nước Pháp tại phiên họp này. Louis kinh hoàng trước ý định sáp nhập Vương quốc Sachsen của Phổ, nơi ông gắn bó vì mẹ ông sinh ra là một Vương nữ Sachsen, và ông cũng lo ngại rằng Phổ sẽ thống trị các nhà nước nói tiếng Đức. Ông cũng mong muốn Công quốc Parma được trả lại cho nhánh Parma của nhà Bourbon, chứ không phải trao nó cho cựu Hoàng hậu Marie-Louise vợ của Napoleon, như phe Đồng minh đã đề xuất. Louis cũng phản đối sự bất lực của phe Đồng minh ở Napoli, nơi ông muốn lật đổ Joachim Murat, kẻ cướp ngôi, để ủng hộ dòng họ Bourbon ở Napoli phục hoàng.
Thay mặt phe Đồng minh, Áo đã đồng ý cử quân đến Vương quốc Napoli để phế truất Murat vào tháng 2 năm 1815, khi biết được Murat đã trao đổi thư từ với Napoléon, điều này bị cấm rõ ràng bởi một hiệp ước gần đó. Trên thực tế, Murat chưa bao giờ viết thư cho Napoléon, nhưng Louis, với ý định khôi phục dòng họ Bourbon ở Napoli bằng mọi giá, đã lo liệu để làm giả thư từ như vậy và tài trợ cho cuộc viễn chinh của Đế chế Áo 25 triệu franc.
Louis XVIII đã thành công trong việc khôi phục dòng họ Bourbon ở Napoli ngay lập tức. Tuy nhiên, Parma được ban cho Hoàng hậu Marie-Louise trọn đời, và dòng họ Bourbon ở Parma được trao Công quốc Lucca cho đến khi Marie-Louise qua đời thì mới được phục vị.

### Triều đại Trăm ngày

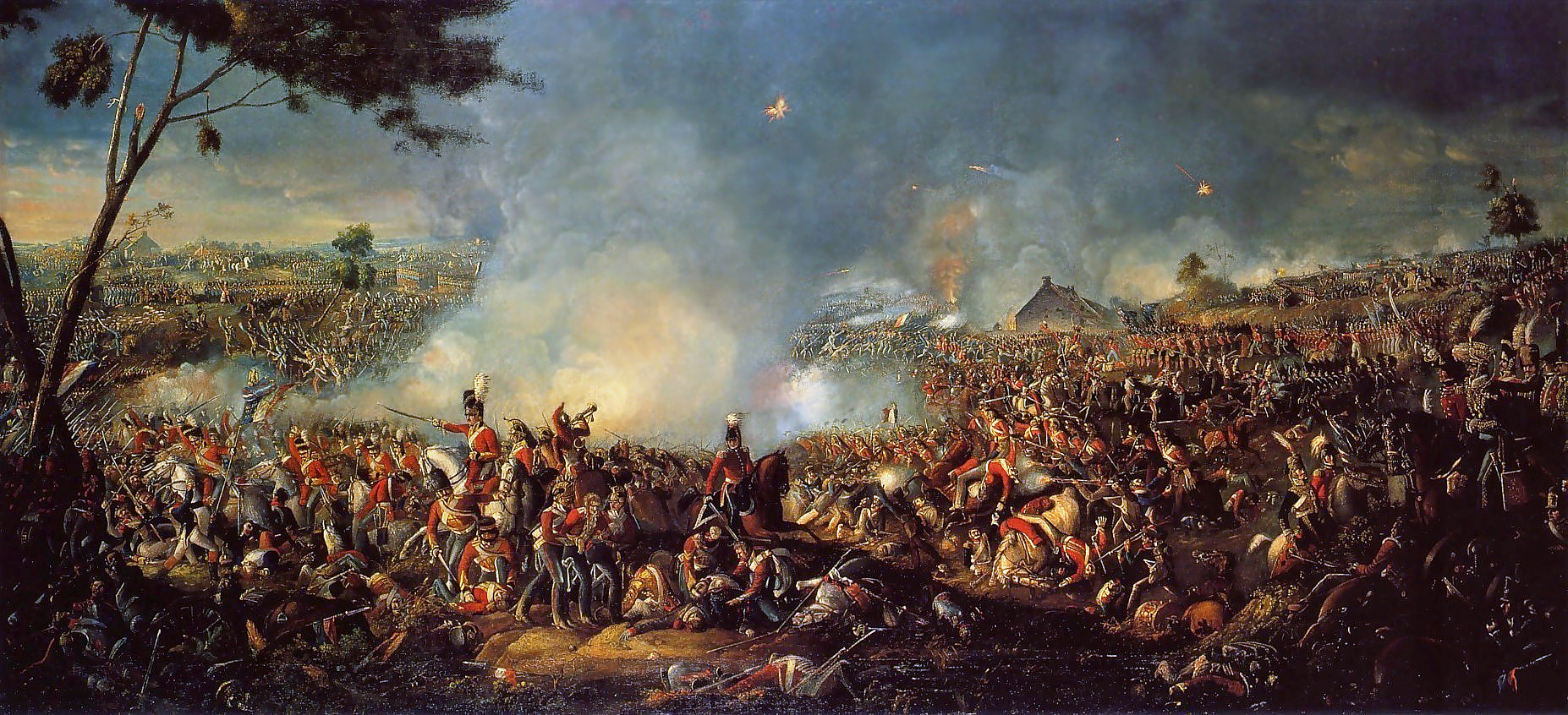
Trận Waterloo đã chấm dứt nỗ lực trở về Pháp của Napoleon Bonaparte và do đó đảm bảo sự phục hoàng của Bourbon.

Ngày 26 tháng 2 năm 1815, Napoléon Bonaparte trốn khỏi đảo Elba và lên đường sang Pháp. Ông đến Cannes cùng khoảng 1.000 quân vào ngày 1 tháng 3. Louis XVIII không mấy lo lắng về chuyến đi của Bonaparte, vì số lượng quân ít ỏi như vậy có thể dễ dàng bị đánh bại. Tuy nhiên, có một vấn đề cơ bản lớn đối với nhà Bourbon: Louis XVIII đã không thanh trừng được quân đội theo phe Bonaparte. Điều này dẫn đến việc hàng loạt quân Bourbon đào ngũ sang quân của Bonaparte. Hơn nữa, Louis XVIII không thể tham gia chiến dịch chống lại Napoléon ở miền Nam nước Pháp, vì ông lại mắc bệnh gút. Bộ trưởng Chiến tranh, Thống chế Soult đã phái Louis Philippe, Công tước xứ Orleans (sau này là Vua Louis Philippe I), Bá tước xứ Artois và Thống chế MacDonald đi bắt giữ Napoléon.
Việc Louis XVIII đánh giá thấp Cựu hoàng Napoleon I đã trở thành một thảm họa. Vào ngày 19 tháng 3, quân đội đóng quân bên ngoài Paris đã đào ngũ sang Bonaparte, khiến thành phố dễ bị tấn công.  Cùng ngày hôm đó, Louis XVIII rời thủ đô với một đội hộ tống nhỏ vào lúc nửa đêm, đầu tiên đi đến Lille, sau đó vượt biên giới vào Vương quốc Liên hiệp Hà Lan, dừng chân tại Ghent. Các nhà lãnh đạo khác, nổi bật nhất là Sa hoàng Alexander I, đã tranh luận liệu trong trường hợp giành chiến thắng thứ hai trước Đế quốc Pháp, Công tước xứ Orleans có nên được tuyên bố là vua thay cho Louis XVIII hay không.
Tuy nhiên, Napoleon không cai trị nước Pháp được lâu, ông đã phải chịu thất bại quyết định trước quân đội của Công tước xứ Wellington của Anh và Thống chế Blücher của Phổ trong Trận Waterloo vào ngày 18 tháng 6. Phe Đồng minh đã đi đến thống nhất rằng Louis XVIII nên được phục hoàng thêm một lần nữa.

### Phụ hoàng lần 2 (từ năm 1815)

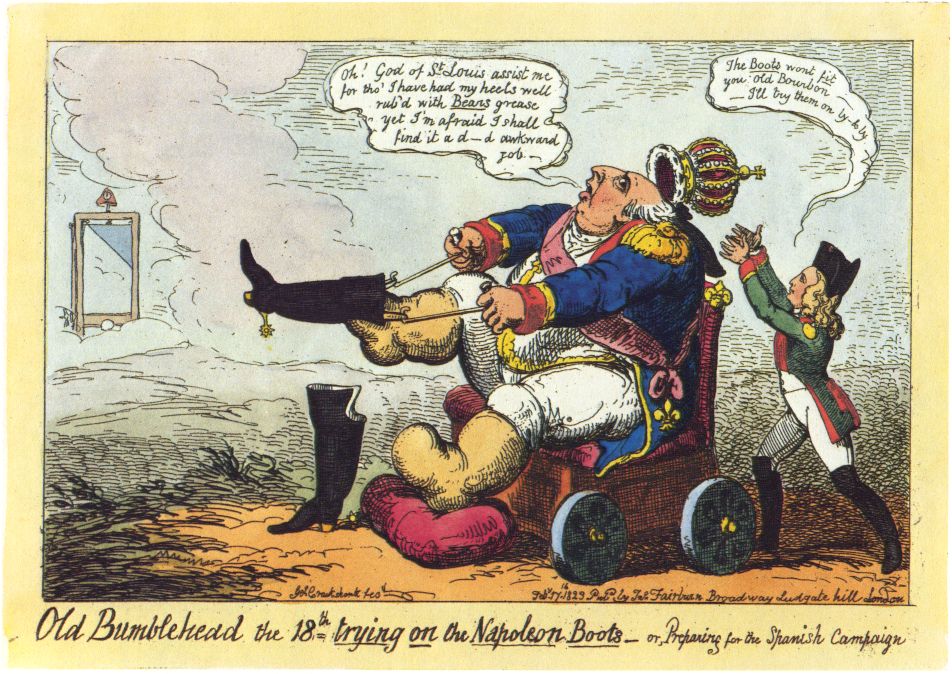
Old Bumblehead thứ 18 đang thử giày Napoleon – hay, Chuẩn bị cho Chiến dịch Tây Ban Nha, của George Cruikshank, chế giễu sự can thiệp của Pháp vào Tây Ban Nha

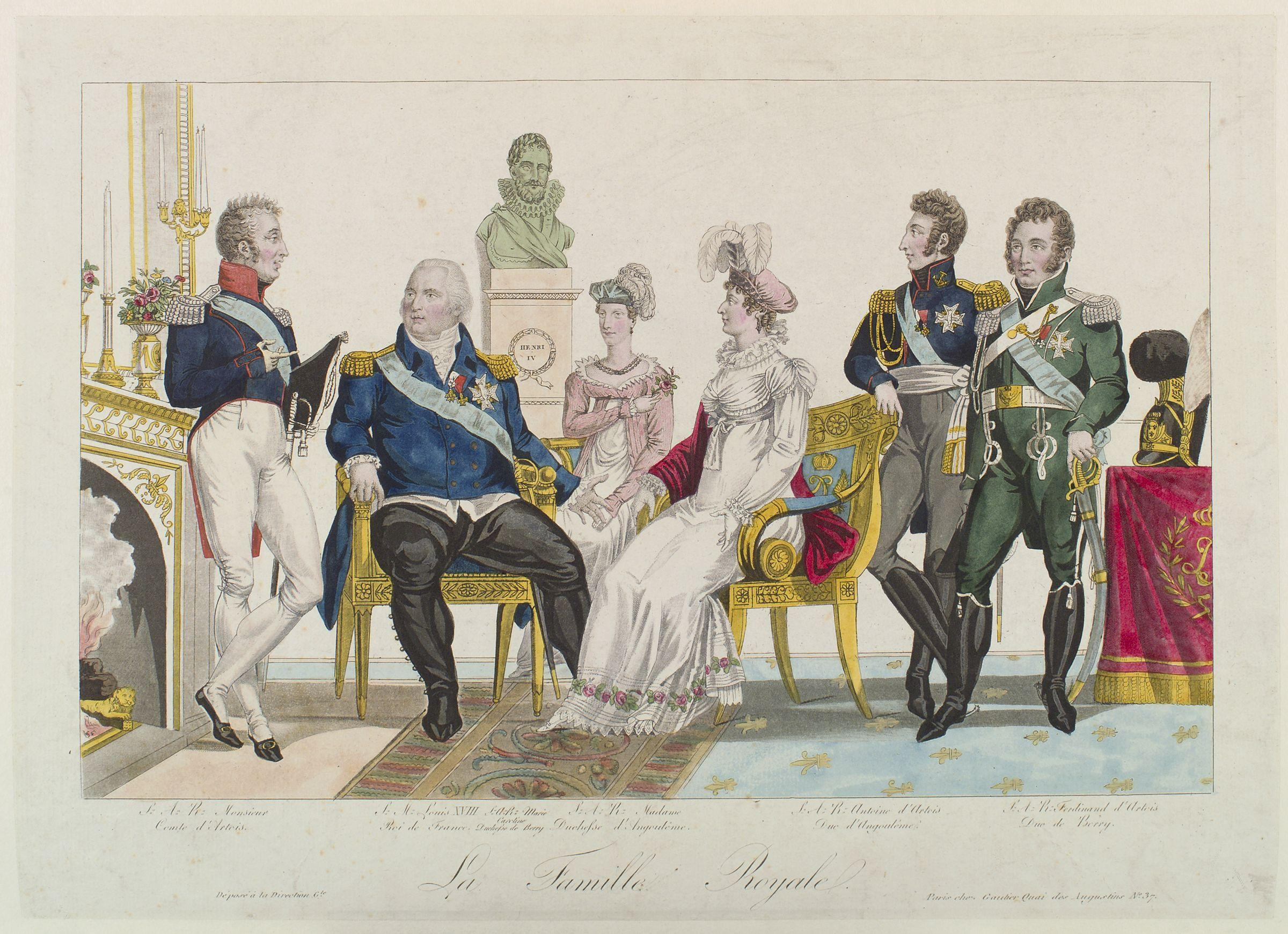
The royal family. From left to right: Charles, Bá tước xứ Artois, Louis XVIII, Marie Caroline, Công tước phu nhân xứ Berry, Marie Thérèse, Công tước phu nhân xứ Angoulême, Louis Antoine, Công tước xứ Angoulême và Charles Ferdinand, Công tước xứ Berry

Louis XVIII trở về Pháp ngay sau thất bại của Napoleon để đảm bảo sự phục hồi vương quyền lần thứ hai của mình "trong đoàn xe chở hành lý của kẻ thù", tức là cùng với quân đội của Công tước xứ Wellington. Công tước xứ Wellington đã dùng thân phận của Vua Louis XVIII để mở đường đến Paris, vì một số pháo đài từ chối đầu hàng Đồng minh, nhưng đồng ý đầu hàng vì vua của họ. Vua Louis đến Cambrai vào ngày 26 tháng 6, nơi ông tuyên bố rằng những người phục vụ Hoàng đế trong Thời kỳ Trăm ngày sẽ không bị bức hại, ngoại trừ những "kẻ xúi giục". Người ta cũng thừa nhận rằng chính phủ của Louis có thể đã phạm sai lầm trong lần Phục hoàng thứ nhất. Vua Louis lo ngại rằng các phần tử phản cách mạng sẽ tìm cách trả thù. Ông hứa sẽ ban hành một bản hiến pháp đảm bảo nợ công, tự do báo chí và tôn giáo, và bình đẳng trước pháp luật. Nó sẽ đảm bảo toàn bộ quyền sở hữu của những người đã mua đất đai quốc gia trong cuộc cách mạng. Ông đã giữ lời hứa của mình.
Ngày 29 tháng 6, một phái đoàn gồm năm thành viên của Viện Dân biểu và Viện Quý tộc đã đến gặp Công tước xứ Wellington để bàn về việc đưa một thân vương nước ngoài lên ngôi vua nước Pháp. Công tước xứ Wellington thẳng thừng bác bỏ lời thỉnh cầu của họ, tuyên bố rằng "Louis XVIII là cách tốt nhất để bảo vệ sự toàn vẹn của nước Pháp" và ra lệnh cho phái đoàn ủng hộ sự nghiệp của Vua Louis. Nhà vua tiến vào Paris vào ngày 8 tháng 7 trong sự chào đón nồng nhiệt: khu vườn Cung điện Tuileries chật kín người qua đường, và theo Công tước xứ Wellington, tiếng reo hò của đám đông ở đó vang dội đến mức ông không thể trò chuyện với nhà vua.[
Mặc dù phe Cực đoan của những người lưu vong trở về muốn trả thù và mong muốn trừng phạt những kẻ cướp ngôi và khôi phục chế độ cũ, nhưng vị vua mới đã bác bỏ lời khuyên đó. Thay vào đó, ông kêu gọi sự tiếp nối và hòa giải, đồng thời tìm kiếm hòa bình và thịnh vượng. Những người lưu vong không được trả lại đất đai và tài sản, mặc dù cuối cùng họ đã nhận được sự đền đáp dưới hình thức trái phiếu. Giáo hội Công giáo được ưu ái. Cử tri đoàn chỉ giới hạn trong số những người giàu nhất nước Pháp, phần lớn đều ủng hộ Napoleon. Về chính sách đối ngoại, ông loại bỏ Talleyrand và tiếp tục hầu hết các chính sách của Napoleon một cách hòa bình. Ông giữ nguyên chính sách giảm thiểu vai trò của Áo nhưng đảo ngược những lời đề nghị thân thiện của Napoleon với Tây Ban Nha và Ottoman.
Vai trò chính trị của nhà vua bị giảm bớt một cách tự nguyện; ông giao hầu hết nhiệm vụ của mình cho hội đồng. Vào mùa hè năm 1815, ông và nội các của mình đã bắt tay vào một loạt cải cách. Hội đồng Hoàng gia, một nhóm bộ trưởng không chính thức cố vấn cho Louis, đã bị giải tán và thay thế bằng một hội đồng cơ mật chặt chẽ hơn, "Ministère du Roi". Artois, Berry và Angoulême bị thanh trừng khỏi "ministère" mới, và Talleyrand được bổ nhiệm làm Chủ tịch Hội đồng đầu tiên, tức là Thủ tướng Pháp. Vào ngày 14 tháng 7, nội các đã giải tán các đơn vị quân đội bị coi là "nổi loạn". Quyền quý tộc thế tập được nội các tái lập theo lệnh của Louis.
Vào tháng 8, cuộc bầu cử Hạ viện đã mang lại kết quả bất lợi cho Talleyrand. Nội các hy vọng vào những đại biểu ôn hòa, nhưng cử tri lại bỏ phiếu gần như hoàn toàn cho những người theo chủ nghĩa bảo hoàng cực đoan, dẫn đến điều mà Vua Louis gọi là Chambre introuvable. Nữ công tước Angoulême và Bá tước Artois đã gây sức ép buộc Vua Louis bãi nhiệm nội các lỗi thời của ông. Talleyrand đã đệ đơn từ chức vào ngày 20 tháng 9. Louis đã chọn Công tước Richelieu làm Thủ tướng mới. Richelieu được chọn vì ông được gia đình Louis và Viện Đại biểu phản động chấp nhận. Louis đã giải tán Chambre introuvable vào ngày 5 tháng 9 năm 1816, sau khi tình cảm chống chế độ quân chủ dâng cao.
Tâm lý chống Napoléon rất cao ở miền Nam nước Pháp, và điều này được thể hiện rõ nét trong cuộc Khủng bố Trắng, chứng kiến việc thanh trừng tất cả các quan chức quan trọng của Napoléon khỏi chính phủ, cùng với việc hành quyết hoặc ám sát những người khác. Sự trả thù của dân chúng đã dẫn đến những hành động man rợ chống lại một số quan chức này. Guillaume Marie Anne Brune (một thống chế thời Napoleon) đã bị ám sát dã man, và hài cốt của ông bị ném xuống sông Rhône. Louis công khai lên án những hành động phi pháp như vậy, nhưng lại kịch liệt ủng hộ việc truy tố những thống chế quân đội đã giúp đỡ Napoleon trong thời kỳ Trăm Ngày. Chính phủ của Louis đã xử tử Thống chế Ney của Napoleon vào tháng 12 năm 1815 vì tội phản quốc. Những người thân tín của nhà vua là Charles François, Hầu tước de Bonnay và Công tước de La Chatre đã khuyên ông nên trừng phạt nghiêm khắc những "kẻ phản bội".
Nhà vua không muốn đổ máu, và điều này đã khiến Hạ viện cực kỳ phản động tức giận, những người cho rằng Louis chưa xử tử đủ. Chính phủ đã ban hành tuyên bố ân xá cho những "kẻ phản bội" vào tháng 1 năm 1816, nhưng các phiên tòa đã bắt đầu vẫn tiếp diễn. Bản tuyên bố đó cũng cấm bất kỳ thành viên nào của Nhà Bonaparte sở hữu tài sản hoặc nhập cảnh vào Pháp. Người ta ước tính rằng khoảng 50.000 - 80.000 quan chức đã bị thanh trừng khỏi chính phủ trong thời kỳ được gọi là Khủng bố Trắng lần thứ hai.
Vào tháng 11 năm 1815, chính phủ của Louis đã phải ký một Hiệp ước Paris khác, chính thức chấm dứt Triều đại Trăm ngày của Napoleon. Hiệp ước trước đó khá có lợi cho Pháp, nhưng hiệp ước này lại có đường lối cứng rắn. Biên giới của Pháp giờ đây hẹp hơn, được thu hẹp lại về phạm vi năm 1790. Pháp phải trả tiền cho một đội quân chiếm đóng trong ít nhất 5 năm, với chi phí 150 triệu franc mỗi năm. Pháp cũng phải trả khoản bồi thường chiến tranh 700 triệu franc cho phe Đồng minh.
Năm 1818, Quốc hội đã thông qua một đạo luật quân sự, tăng quy mô quân đội lên hơn 100.000 người. Vào tháng 10 cùng năm, Bộ trưởng Ngoại giao của Louis, Công tước xứ Richelieu, đã thành công trong việc thuyết phục các cường quốc Đồng minh rút quân sớm để đổi lấy số tiền hơn 200 triệu franc.
Louis đã chọn nhiều nội các trung dung, vì ông muốn xoa dịu dân chúng, khiến em trai ông là Bá tước xứ Artois, một người theo chủ nghĩa bảo hoàng cực đoan, vô cùng lo lắng. Louis luôn lo sợ ngày mình qua đời, tin rằng em trai mình, và cũng là người thừa kế, Bá tước xứ Artois, sẽ từ bỏ chính phủ trung dung để theo đuổi một chế độ chuyên chế bảo hoàng cực đoan, điều này sẽ không mang lại kết quả khả quan.
Vua Louis không ưa vị thủ tướng là Louis-Philippe d'Orléans, và đã tận dụng mọi cơ hội để hạ bệ ông, từ chối phong cho ông phong cách "Royal Highness", một phần vì bất bình với vai trò của cha Công tước trong việc bỏ phiếu xử tử vua Louis XVI. Cháu trai của Louis XVIII là Công tước xứ Berry, bị ám sát tại Nhà hát Opera Paris vào ngày 14 tháng 2 năm 1820. Gia đình hoàng gia vô cùng đau buồn và Louis đã phá vỡ truyền thống cổ xưa bằng cách tham dự đám tang của cháu trai mình, trong khi các vị vua trước đây của Pháp không được phép liên quan đến cái chết. Sau cái chết của Công tước xứ Berry, Nhà Orleans có nhiều khả năng kế vị ngai vàng hơn.

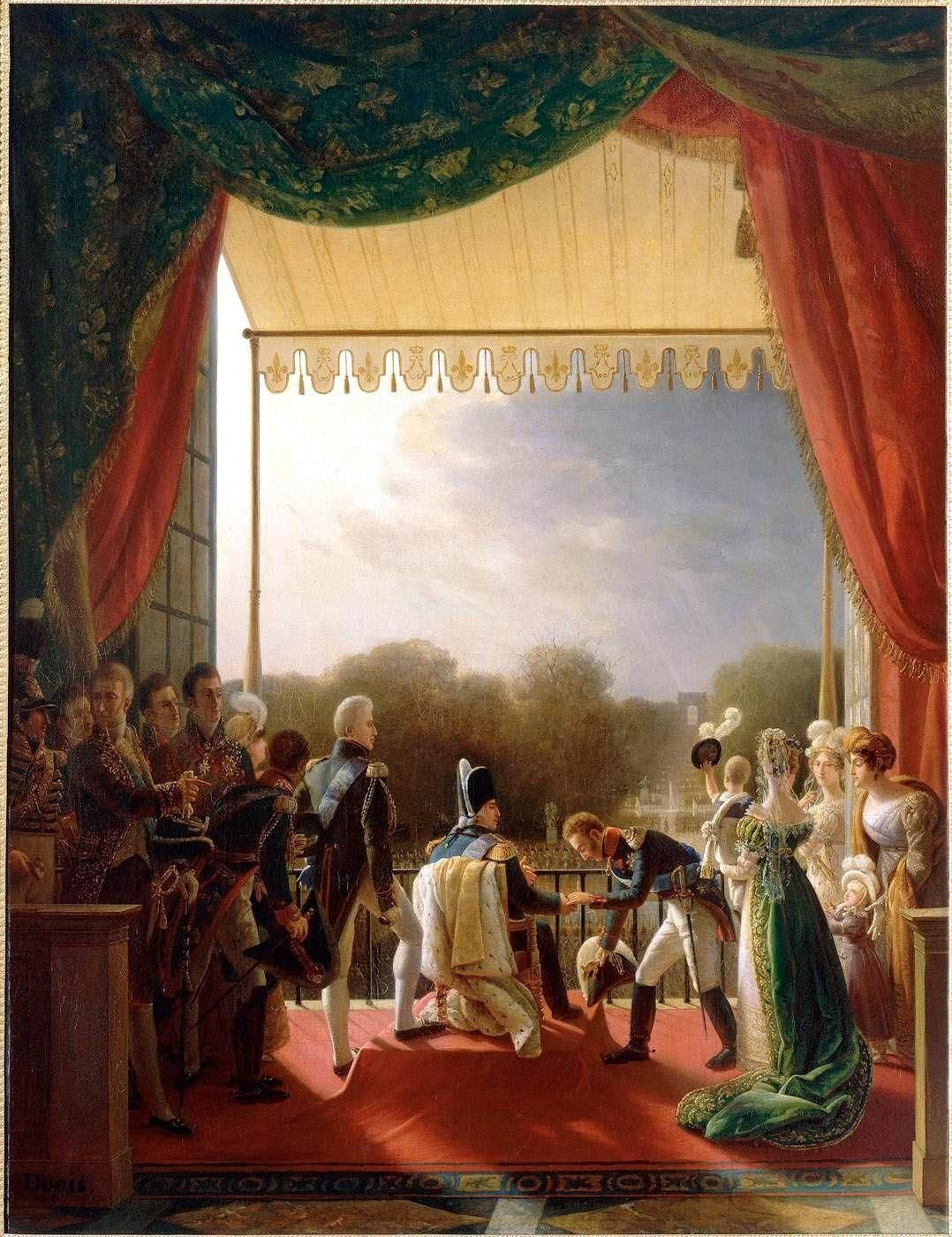
Louis XVIII trên ban công Cung điện Tuileries đón tiếp Công tước xứ Angoulême sau chiến dịch quân sự thành công của ông ở Tây Ban Nha

Công tước xứ Berry là thành viên duy nhất trong gia đình được cho là có khả năng sinh con. Vợ ông sinh một người con trai vào tháng 9 năm 1820 sau khi ông bị ám sát được 7 tháng, đó là Henry, Công tước xứ Bordeaux, được nhà Bourbon đặt biệt danh là Dieudonné (do Chúa ban tặng) vì ông được cho là người đảm bảo tương lai của triều đại. Tuy nhiên, việc kế vị nhà Bourbon vẫn còn đang bị nghi ngờ. Viện Đại biểu đề xuất sửa đổi luật Salic để cho phép Công tước phu nhân xứ Angoulême (con gái duy nhất của cựu vương Louis XVI) lên ngôi. Vào ngày 12 tháng 6 năm 1820, Viện Đại biểu đã phê chuẩn luật tăng số lượng đại biểu từ 258 lên 430. Các đại biểu bổ sung sẽ được bầu bởi một phần tư dân số giàu có nhất ở mỗi tỉnh. Những cá nhân này hiện có hai phiếu bầu. Cùng thời điểm với "luật hai phiếu bầu", Louis bắt đầu tiếp đón một người phụ nữ tên là Zoé Talon đến thăm vào mỗi thứ Tư và ra lệnh rằng không ai được làm phiền ông khi ông ở cùng bà. Người ta đồn rằng ông đã hít thuốc hít từ ngực bà, điều này khiến bà có biệt danh là tabatière (hộp đựng thuốc hít). Năm 1823, Pháp bắt đầu can thiệp quân sự vào Tây Ban Nha, nơi đã xảy ra một cuộc nổi loạn chống lại Vua Ferdinand VII. Pháp đã thành công trong việc dập tắt cuộc nổi loạn, trong một chiến dịch do Công tước xứ Angoulême chỉ huy.

## Qua đời
Sức khỏe của Louis XVIII bắt đầu suy yếu vào mùa xuân năm 1824. Ông bị béo phì, bệnh gút và hoại thư, cả khô lẫn ướt, ở chân và cột sống. Louis qua đời vào ngày 16 tháng 9 năm 1824, được bao quanh bởi gia đình hoàng gia mở rộng và một số quan chức chính phủ. Người em út của ông là Bá tước xứ Artois, kế vị ông với vương hiệu Charles X. Khoa học khử trùng non trẻ đã phát triển vào đầu những năm 1820 đến mức người ta nhận ra rằng clorua vôi có thể được sử dụng để khử mùi và làm chậm quá trình phân hủy. Thi hài của Louis XVIII được một nhà khoa học người Pháp là Antoine Germain Labarraque, rửa bằng clorua, cho phép thi hài của ông được "trưng bày trước công chúng mà không có bất kỳ mùi hôi nào" (được nhấn mạnh trong bản gốc) vào năm 1824.
Louis XVIII là vị vua cuối cùng của Pháp, và là vị vua duy nhất sau năm 1774, qua đời khi vẫn còn trị vì. Ông được chôn cất tại Vương cung thánh đường Thánh Denis, nghĩa trang của các vị vua Pháp.

## Vinh dự
- Kingdom of France:
  - Knight of the Order of the Holy Spirit, 2 February 1767[145]
  - Grand Master and Knight of the Order of Saint Michael
  - Grand Master and Grand Croix of the Legion of Honour
  - Grand Master and Grand Croix of the Order of Saint Louis
  - Grand Master and Grand Croix of the Order of Saint Lazarus
- Austrian Empire: Grand Cross of the Order of St. Stephen, 31 August 1815[146]
- Denmark: Knight of the Order of the Elephant, 25 January 1818[147]
- Kingdom of Portugal: Grand Cross of the Sash of the Three Orders,  10 October 1823[146]
- Kingdom of Prussia:
  - Knight of the Order of the Black Eagle, 17 July 1815[148]
  - Grand Cross of the Order of the Red Eagle, 31 August 1815[146]
- Russian Empire:[149]
  - Knight of the Order of St. Andrew, 5 March 1800
  - Knight of the Order of St. Alexander Nevsky, 5 March 1800
- Spain: Knight of the Order of the Golden Fleece, 22 May 1767[150]
- Liên hiệp Anh: Stranger Knight of the Order of the Garter, 21 April 1814[151]

## Phả hệ
|  |                                                    |  |  |  |  |  |  |  |  | 8. Louis, Công tước xứ Burgundy |  |  |  |
|  |                                                    |  |  |  |  |  |  |  |  |                                 |  |  |  |
|  |                                                    |  |  |  |  |  |  |  |  |                                 |  |  |  |
|  |                                                    |  |  |  |  |  |  |  |  |                                 |  |  |  |
|  | 4. Louis XV của Pháp                               |  |  |  |  |  |  |  |  |                                 |  |  |  |
|  |                                                    |  |  |  |  |  |  |  |  |                                 |  |  |  |
|  |                                                    |  |  |  |  |  |  |  |  |                                 |  |  |  |
|  |                                                    |  |  |  |  |  |  |  |  |                                 |  |  |  |
|  | 9. Maria Adelaide của Savoia                       |  |  |  |  |  |  |  |  |                                 |  |  |  |
|  |                                                    |  |  |  |  |  |  |  |  |                                 |  |  |  |
|  |                                                    |  |  |  |  |  |  |  |  |                                 |  |  |  |
|  |                                                    |  |  |  |  |  |  |  |  |                                 |  |  |  |
|  | 2. Louis, Dauphin của Pháp                         |  |  |  |  |  |  |  |  |                                 |  |  |  |
|  |                                                    |  |  |  |  |  |  |  |  |                                 |  |  |  |
|  |                                                    |  |  |  |  |  |  |  |  |                                 |  |  |  |
|  |                                                    |  |  |  |  |  |  |  |  |                                 |  |  |  |
|  | 10. Stanisław I Leszczyński                        |  |  |  |  |  |  |  |  |                                 |  |  |  |
|  |                                                    |  |  |  |  |  |  |  |  |                                 |  |  |  |
|  |                                                    |  |  |  |  |  |  |  |  |                                 |  |  |  |
|  |                                                    |  |  |  |  |  |  |  |  |                                 |  |  |  |
|  | 5. Marie Leszczyńska                               |  |  |  |  |  |  |  |  |                                 |  |  |  |
|  |                                                    |  |  |  |  |  |  |  |  |                                 |  |  |  |
|  |                                                    |  |  |  |  |  |  |  |  |                                 |  |  |  |
|  |                                                    |  |  |  |  |  |  |  |  |                                 |  |  |  |
|  | 11. Katarzyna Opalińska                            |  |  |  |  |  |  |  |  |                                 |  |  |  |
|  |                                                    |  |  |  |  |  |  |  |  |                                 |  |  |  |
|  |                                                    |  |  |  |  |  |  |  |  |                                 |  |  |  |
|  |                                                    |  |  |  |  |  |  |  |  |                                 |  |  |  |
|  | 1. Louis XVIII của Pháp                            |  |  |  |  |  |  |  |  |                                 |  |  |  |
|  |                                                    |  |  |  |  |  |  |  |  |                                 |  |  |  |
|  |                                                    |  |  |  |  |  |  |  |  |                                 |  |  |  |
|  |                                                    |  |  |  |  |  |  |  |  |                                 |  |  |  |
|  | 12. August II của Ba Lan                           |  |  |  |  |  |  |  |  |                                 |  |  |  |
|  |                                                    |  |  |  |  |  |  |  |  |                                 |  |  |  |
|  |                                                    |  |  |  |  |  |  |  |  |                                 |  |  |  |
|  |                                                    |  |  |  |  |  |  |  |  |                                 |  |  |  |
|  | 6. August III của Ba Lan                           |  |  |  |  |  |  |  |  |                                 |  |  |  |
|  |                                                    |  |  |  |  |  |  |  |  |                                 |  |  |  |
|  |                                                    |  |  |  |  |  |  |  |  |                                 |  |  |  |
|  |                                                    |  |  |  |  |  |  |  |  |                                 |  |  |  |
|  | 13. Christiane Eberhardine xứ Brandenburg-Bayreuth |  |  |  |  |  |  |  |  |                                 |  |  |  |
|  |                                                    |  |  |  |  |  |  |  |  |                                 |  |  |  |
|  |                                                    |  |  |  |  |  |  |  |  |                                 |  |  |  |
|  |                                                    |  |  |  |  |  |  |  |  |                                 |  |  |  |
|  | 3. Maria Josepha xứ Sachsen                        |  |  |  |  |  |  |  |  |                                 |  |  |  |
|  |                                                    |  |  |  |  |  |  |  |  |                                 |  |  |  |
|  |                                                    |  |  |  |  |  |  |  |  |                                 |  |  |  |
|  |                                                    |  |  |  |  |  |  |  |  |                                 |  |  |  |
|  | 14. Joseph I của Thánh chế La Mã                   |  |  |  |  |  |  |  |  |                                 |  |  |  |
|  |                                                    |  |  |  |  |  |  |  |  |                                 |  |  |  |
|  |                                                    |  |  |  |  |  |  |  |  |                                 |  |  |  |
|  |                                                    |  |  |  |  |  |  |  |  |                                 |  |  |  |
|  | 7. Maria Josepha của Áo                            |  |  |  |  |  |  |  |  |                                 |  |  |  |
|  |                                                    |  |  |  |  |  |  |  |  |                                 |  |  |  |
|  |                                                    |  |  |  |  |  |  |  |  |                                 |  |  |  |
|  |                                                    |  |  |  |  |  |  |  |  |                                 |  |  |  |
|  | 15. Wilhelmine Amalie xứ Braunschweig-Lüneburg     |  |  |  |  |  |  |  |  |                                 |  |  |  |
|  |                                                    |  |  |  |  |  |  |  |  |                                 |  |  |  |
|  |                                                    |  |  |  |  |  |  |  |  |                                 |  |  |  |

### Lịch sử học
- Sauvigny, G. de Bertier de (Spring 1981). "The Bourbon Restoration: One Century of French Historiography". French Historical Studies. Quyển 12 số 1. tr. 41–67. doi:10.2307/286306. JSTOR 286306.